# Лисянский, Юрий Фёдорович
Ю́рий Фёдорович Лися́нский (1 [12] апреля 1773, Нежин, Нежинский полк — 22 февраля [6 марта] 1837, Санкт-Петербург) — русский мореплаватель, исследователь, писатель, военный моряк. Наиболее известен как командир шлюпа «Нева» во время первой русской кругосветной экспедиции. Капитан 1-го ранга (1809).
Происходил из семейства священника, принадлежавшего к шляхетному казацкому роду Лисянских. В 15-летнем возрасте выпущен из Морского кадетского корпуса в чине мичмана, во время обучения познакомился с И. Ф. Крузенштерном. Участвовал в русско-шведской войне. В 1793—1800 годах стажировался на кораблях британского флота, участвовал в военных действиях в Северной Америке, Вест-Индии, Южной Африке и Индии. В 1795 году встречался с президентом США Джорджем Вашингтоном. По приглашению Крузенштерна участвовал в подготовке русской кругосветной экспедиции, получив командировку в Германию и Англию для закупки подходящих кораблей. После совместного плавания до Гавайских островов суда экспедиции разделились. Лисянский отправился к Ново-Архангельску, где экипаж принял участие в войне с индейцами. С грузом мехов «Нева» прибыла в Кантон, переход от которого до Портсмута Лисянский впервые в истории мореплавания выполнил без остановок. После окончания экспедиции получил ряд наград. В 1809 году вышел в отставку, в 1812 году опубликовал описание своего путешествия за собственный счёт, в 1814 году осуществил публикацию «Путешествия вокруг света» в Лондоне в собственном переводе на английский язык. Жил в имении Кобрино близ Гатчины, погребён в Александро-Невской лавре. Сын Лисянского Платон дослужился до адмирала.
После кончины имя Лисянского не было забыто, но оказалось «в тени» достижений Ивана Крузенштерна. Первое переиздание «Путешествия вокруг света» состоялось в 1947 году, в советской историографии подчёркивалось, что достижения Юрия Лисянского стали надёжной основой совершения первого русского кругосветного плавания. В современной украинской историографии имя мореплавателя также широко представлено. В Нежине в 1974 году ему был установлен памятник, в 2019 году осуществлено издание описания путешествия вокруг света на украинском языке. Основная часть переписки и дневников Ю. Лисянского до сих пор остаётся неопубликованной.

## Происхождение. Становление (1773—1783)

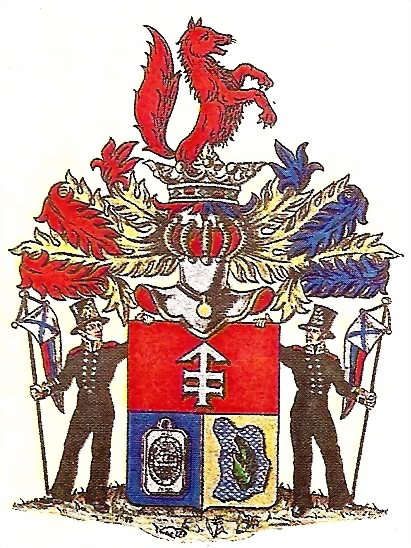
Герб Лисянского, пожалованный ему в 1828 году

По замечанию первого биографа Александра Лера, Юрий Лисянский «принадлежал к числу старинного малороссийского дворянства». Генеалогия шляхетного казацкого рода Лисянских известна по трём документам на русском языке о подтверждении дворянства 1784, 1798 и 1831 годов, сохранившихся в Государственном архиве Черниговской области. Кроме того, трое Лисянских упоминались в «Реестре всего Войска Запорожского», составленном после 1649 года. По семейным преданиям, родоначальником был шляхтич казацкий старшина Стефан (Степан) Лисянский герба «Лис», который в конце XVII века, бежав из крымского плена, поселился в местечке Чернухи Лубенского казацкого полка. Внук его Герасим Лисянский имел трёх сыновей: Демьяна, Фёдора и Ивана, из которых Демьян и Иван в соответствии с семейной традицией занимали старшинские должности в Нежинском казацком полку. Третий сын Фёдор (1735—1803), также начав службу писарем в Ичнянской сотенной канцелярии и полковой счётной комиссии Прилуцкого полка, затем избрал духовную карьеру, став сначала канцеляристом Киевской духовной консистории, затем был рукоположён священником в полковом городе Нежине (в 1760 году); с 1781 года был протоиереем Нежинской церкви Иоанна Богослова.
Георгий (таково было его крестильное имя) Лисянский родился в браке Фёдора Герасимовича и Фотины Осиповны. Всего у них было пятеро детей, включая старших братьев: Иоанна (родился между 1755 и 1758 годами) и Анания (Анисия, 1767 года рождения). Следующими были сам Юрий-Георгий и младшие дети: Пётр (1777—1791?) и Елизавета (1779—1781?), но, вероятно, они умерли в детстве, ибо после указанных дат не упоминались в исповедных росписях. Ранее датой рождения Ю. Ф. Лисянского считалось 2 (13) августа 1773 года, но новейшие архивные открытия позволили скорректировать день: 1 (12) апреля 1773 года. На надгробии Лисянского датой появления на свет указано 2 апреля по старому стилю. Нежин в тот период был заметным ремесленным и образовательным центром: проводилось несколько ежегодных ярмарок, действовали мануфактуры, было восемнадцать церквей и три монастыря, церковно-приходская школа, греческое училище, в 1762 году открылся дворянский пансион.
Записей о рождении Юрия не сохранилось; точное место появления его на свет неизвестно. Тем не менее, в Нежине приказом Министерства культуры и туризма от 14 мая 2012 года № 478 присвоён статус памятник архитектуры и истории местного значения дому, где родился Ю. Ф. Лисянский по адресу улица Богушевича, дом № 1. Здесь  в период 1760—1803 годов проживала семья нежинского протоиерея Фёдора Герасимовича Лисянского.
О ранних годах братьев Лисянских не известно ничего. Существует предположение, что Фёдор Лисянский стремился восстановить дворянский статус и обратился к влиятельному земляку, в то время — секретарю императрицы Екатерины ІІ, графу А. А. Безбородко, по протекции которого Ананий и Юрий были приняты в Морской кадетский корпус в Кронштадте. Родители — Фёдор и Фотина — ушли из жизни в 1803 году, с разницей в два дня (10 и 12 декабря), не дождавшись карьерных успехов сыновей.

## Образование и военная служба (1783—1793)
Братьев Анания и Юрия, отправлявшихся в Петербург, в марте 1783 года сопровождал отец. Вероятно, по протекции Безбородко удалось добиться аудиенции у директора Морского корпуса Голенищева-Кутузова, в результате которой оба брата были зачислены на один курс, несмотря на большую разницу в возрасте. Юрию едва исполнилось десять лет, Ананию — пятнадцать. В то время в корпусе давалось основательное общее образование, преподавателями служили признанные специалисты, в частности, С. К. Котельников, известный топограф и геодезист. Преподаватель навигации подполковник профессор Н. Г. Курганов также был автором известной «Книги-Письмовника, содержащей в себе науку российского языка, со многим присовокуплением разного учебного и полезно-забавного вещесловия» (выдержала десять изданий в 1777—1837 годах). Именно с Кургановым у Юрия Лисянского сложились личные отношения, профессор всячески его развивал и предоставлял книги из личной библиотеки. Режим в Морском корпусе был суровым. Занятия проходили ежедневно в два блока: с семи до одиннадцати часов утра (морские и математические предметы), и с двух до шести пополудни (русская словесность и иностранные языки). Для приготовления уроков служили вечерние часы. По субботам послеобеденных классов не было, взамен устраивалось общее построение, на котором разбирались провинности кадетов за неделю и производились телесные наказания. Существовала и «дедовщина». Полный шестилетний курс обучения делился на две половины — кадетскую и гардемаринскую. Гардемарины второго и третьего курса неофициально имели право взять себе кадета-«адъютанта», который должен был исполнять массу поручений, в том числе бытовых, терпеливо сносить шутки и побои, но взамен гардемарин защищал своего подопечного от обидчиков и помогал с уроками. Юрий, отличавшийся горячим темпераментом, получил добродушного «наставника», а затем приобрёл такой авторитет, что был избавлен гардемаринами от издевательств.
Юрий был трудолюбив, получая поощрения за успехи в учёбе. В первые годы ему помогало то, что он ещё в Нежине был обучен чтению, письму и арифметике. Летом 1784 и 1785 годов допускался к шлюпочным учениям в Кронштадтской гавани. 20 марта 1786 года он был переведён в гардемаринский класс, летом совершив практическое плавание до Гогланда на учебном корабле «Брячислав». В гардемаринских классах углублённо изучались начала сферической тригонометрии, навигации, астрономии и геодезии, гидрографии, теории кораблестроения. В 1787 году Ананий Лисянский получил чин мичмана и был направлен в действующий флот, а Юрий был назначен практикантом на фрегат «Мстиславец» на время похода в Англию. Во время плавания он оказался в одной каюте с эстляндским немцем Адамом Иоганном (Иваном) Крузенштерном, тремя годами старше его, и внуком известного Беринга — Яковом; сошлись они на почве любви к чтению и по честолюбивым замыслам.
По окончании плавания Лисянский получил хорошую характеристику за прилежание, исполнительность и успехи в навигации. В связи с началом русско-шведской войны 1788—1790 годов в Морском корпусе был произведён досрочный выпуск, и гардемарин Лисянский был назначен на 38-пушечный фрегат «Подражислав» Балтийского флота (его командир Гревенс должен был идти с Г. И. Муловским в кругосветную экспедицию). На фрегате Юрий принял участие в Гогландском, Эландском, Ревельском и Выборгском морских сражениях. В марте 1789 года произведён в мичманы «за отличия», а 1 января 1793 года — в лейтенанты. Ещё до этого, в 1792 году, мичман Лисянский на транспорте «Эммануил» ходил до Риги, а после получения лейтенантского чина был направлен на фрегат «Слава» под командованием капитан-лейтенанта Смирнова. В тот период они с братом снимали общую квартиру в Петербурге.

## Иностранная стажировка (1793—1800)

### Великобритания — Вест-Индия — США
Осенью 1793 года лейтенант Лисянский был включён в группу шестнадцати молодых офицеров, направляемых для повышения квалификации в британский флот; в их число входили Иван Крузенштерн, Михаил Баскаков, Яков Беринг, Семён Великий, Конон Обернибесов. Сохранилось письмо Юрия отцу:

1793 октября 20-го дня.

Любезный батюшка, Её Императорскому Величеству угодно было указать избрать шестнадцать морских офицеров для служения волонтёрами на англицком флоте. Почтенный мой начальник, адмирал Александр Иванович Круз, назначил меня в число оных, а потому спешу известить Вас о сем счастливом событии. Нам приказано отправиться в Англию в самоскорейшем времени, следовательно, я из России к Вам писать не буду более, а прошу пожелать мне, при благословении Вашем, тех успехов, при которых я когда-нибудь мог быть полезным моему Отечеству. Прощайте.

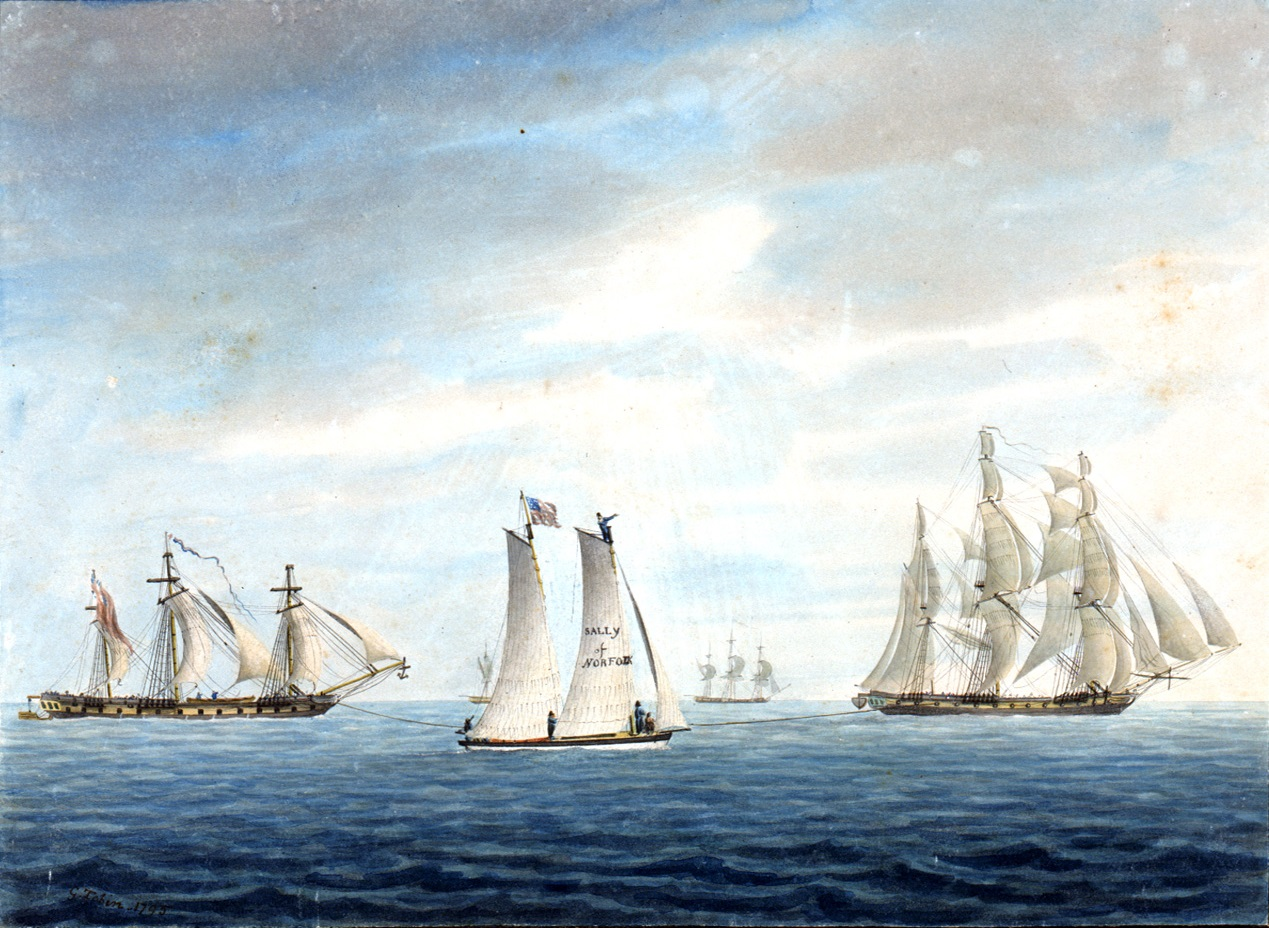
Британские суда в Чесапикском заливе 31 декабря 1794 года. «Клеопатра» буксирует повреждённую «Фетиду» (слева), между ними лоцманский бот. Акварель Тобин, Джордж (морской офицер), Национальный морской музей

Волонтёры отплыли в Гулль из Гельсингфорса на купеческом корабле «Фанни-оф-Лондон». Офицеров шокировала дороговизна и поборы: «…всякой шаг наш здесь стоит не менее шилинга. Въехавши в Гуль, взяли с нас по гинее за несколько рубах и мундир, которые были в чемодане у каждаго. Взяли за то, что мы руские, за то, для чего едим в Лондон, и, по крайней мере, полгинеи за то, для чего мы не говорим по-аглинцки. На дороге же в Лондон всяк, кому токмо было время, брал с нам без совести…». Через два дня офицеры отправились на дилижансе в Лондон, где поступили под попечение российского посла графа Воронцова. Воронцов оценил таланты Юрия Фёдоровича, они переписывались до конца жизни моряка. Почти год Лисянский провёл в британской столице, осваивая английский язык. Русские офицеры были приняты в свете, посещали театры и музеи. Лисянский и Баскаков обосновались в пансионе Смита за шесть гиней в месяц (получая жалованье 180 фунтов стерлингов в год), выезжали для обучения в Гринвич и Вулвич. Лисянский любил искусство, в переписке он педантично упоминал визиты в Шекспировскую галерею, Вестминстерское аббатство, королевские резиденции, концерты и итальянскую оперу. 4 мая 1794 года четверо русских практикантов, включая Лисянского и Крузенштерна, были посланы в Портсмут, где Юрия направили на трофейный французский фрегат «L'Oiseau» под начало капитана Мюррея. 21 мая, посетив также Фалмут, команда вышла в море, завидев берега Канады 13 июля 1794 года. Задачей моряков было патрулирование акватории от Галифакса до Чесапикского залива. Этот период в жизни Лисянского документирован его дневником и перепиской с братом Ананием, которая велась более или менее регулярно. Юрий участвовал в захвате фрегата «Шигамога», на котором находился генерал Бельгард — глава восстания на острове Мартиника. 22 июля он высадился в Галифаксе, и затем до января 1795 года служил на «L’Oiseau», пока фрегат не был направлен на юг. Юрий явно стремился стать «гражданином мира», сделался «своим» в команде, стал постоянным партнёром капитана по карточным играм и возлияниям, сохранились дневниковые записи и письма на английском языке. Два месяца шло патрулирование виргинского побережья, а далее, пережив тяжёлый шторм, судно прибыло на Антигуа. Пребывание на острове длилось месяц, Лисянский посещал сахарные плантации, описывал местные приспособления для вываривания сиропа и сбора дождевой воды. Не прошли мимо него и жестокости британского колониального режима: «Я бы никогда не поверил, что агличане могут так жестоко обходится с людьми, ежели бы не был сам тому свидетелем на острове Антиге, где нередко случалось видеть несчастных арапов, употребляемых вместо лошадей». В мае 1795 года во время посещения Невиса Юрий заболел жёлтой лихорадкой, приступ которой приковал его к постели на две недели. Здесь он вновь встретился с Крузенштерном, который служил на фрегате «Thetis». После сентября, проведённого на Бермудских островах, Лисянский взял отпуск для выздоровления, решив непременно побывать в США, поскольку Мюррей шёл прямо в Галифакс.
На купеческом корабле Юрий Лисянский в начале октября 1795 года прибыл в Нью-Йорк, где была эпидемия чумы. 12 октября на дилижансе моряк отбыл в тогдашнюю столицу Филадельфию, которая произвела на него гораздо лучшее впечатление. Пребывание в городе продлилось до весны 1796 года. В переписке и дневнике особого внимания удостоились городской музей и библиотека, а также вольные нравы квакерских женщин. Очень высоко он отзывался о сочинениях Бенджамина Франклина, чей мраморный памятник был установлен в городе. Поскольку русский вызывал интерес в столичном обществе, Лисянский был приглашён на неформальный приём к президенту Вашингтону, беседовал с ним. Это стало возможно благодаря знакомству в дилижансе с Мартой Поллок — дочерью бизнесмена и торгового капитана Джозефа Энтони, который свёл Лисянского с конгрессменами. Брату Юрий писал: «я по гроб жизни моей должен Вашингтону остаться благодарным и всегда сказать, что не было в свете величее мужа сего. Простота его жизни и благосклонность в обхождениы таковы, что в одно мгновение поражают и удивляют чувства». Окончив пребывание в США, Лисянский вернулся в Галифакс через Бостон летом 1796 года. Здесь его перевели на фрегат «Топаз» под начало капитана Чёрча. Во время патрулирования канадского побережья, 28 августа произошёл бой с французским фрегатом «Элизабет», во время которого стажёр получил контузию. Осенью «Топаз» совершил поход к Бермудским островам и вернулся в Галифакс. После совещания с другими русскими волонтёрами, Лисянский подал прошение о возвращении в Англию, чтобы побывать в Африке и Ост-Индии.

### Южная Африка — Индия
Адмирал Мюррей, возвращаясь в январе 1797 года в метрополию, взял на флагманский фрегат «Клеопатра» Лисянского, Крузенштерна и Баскакова, доставив их прямиком в Лондон. Офицеры просили посла Воронцова о содействии в поездке в Индию. Пока шло ожидание, Лисянский посетил в Ширнессе русскую эскадру вице-адмирала Макарова (которого знал по службе), получив свежие известия с родины. В лондонском дневнике от 1 марта упомянута фамилия капитана Нельсона, за успехами которого Лисянский, очевидно, следил. В марте 1797 года Воронцов пристроил трёх практикантов на фрегат «Резонабл» капитана Билса, который должен был конвоировать суда Ост-Индской компании. Брату Ананию Юрий писал, что намеревался добраться до Кейптауна, пробыть там несколько месяцев, а далее найти оказию до Индии. В том же письме говорится, что Лисянский заказал в Англии свой портрет, отправленный отцу в Нежин, судьба этого произведения не ясна. На пути в Африку командир доверил Лисянскому навигационные и метеорологические наблюдения, и тот на основе своего опыта отверг методы известного тогда капитана Гора по преодолению штилевых зон на экваторе. 4 июня 1797 года фрегат прибыл в Саймонстаун, и вместе с Баскаковым Юрий Лисянский получил место на 64-пушечном корабле «Септр», отказавшись от места на «L’Oiseau», куда пошёл Крузенштерн. На борту «Септра» был совершён вояж к острову Святой Елены, завершившийся 21 октября 1798 года. В Капской колонии его интересовали условия в стране, виноградники, и прочее. Особенно волонтёра потряс факт, что во всей колонии нет ни одного учебного заведения, а местные жители охотятся на бушменов и готтентотов для развлечения. В Африке Лисянский отдался естественноисторическим интересам, приобрёл коллекцию тропических раковин («многие замечания стоящие, а особливо белые наутилусы») и чучела белого попугая и райской птицы из Китая. Немалых расходов потребовало приобретение интересных видов хамелеонов, но они все погибли. Начиная с этого времени Лисянский вёл вахтенный журнал, который сохранился в собрании Центрального военно-морского музея, а также более или менее регулярно заполнял дневник. В Кейптауне произошла случайная встреча с Герасимом Лебедевым, который возвращался из Индии в Европу; в Калькутте тот встречался и с Крузенштерном. Однако соотечественники не поняли друг друга: в дневнике Лисянский аттестовал Лебедева как «характера, который, немогши жить в своём отечестве от распутства, таскается по свету, не делая ни малейшей чести нации, к которой принадлежит».
Далее «Септр» должен был сопровождать 86-й полк, шотландскую бригаду и драгунский полк, перебрасываемые для войны с Майсуром в Мадрас. Судя по дневнику, Лисянский хотел отправиться оттуда в Калькутту. 27 октября морской отряд вышел, прибыв в Южную Индию 7 ноября. За 10-дневную стоянку Лисянский обозрел город, нанёс визиты высокопоставленным британским военным, включая генерал-губернатора Индии лорда Морнингтона (впоследствии маркиз Уэлсли), губернатора Мадраса лорда Клайва, и набоба Карнатика. Далее корабль был переброшен в Бомбей, и после посещения Цейлона, прибыл в порт 17 февраля 1799 года. В городе Лисянский пробыл три месяца, завёл знакомства и даже был приглашён на свадьбу купцов-парсов. 13 марта он побывал на острове Элефанта. В своём дневнике Лисянский фиксировал самые разные предметы. Его заинтересовали рыбацкие катамараны, а также жизнь индийцев. Он не страдал предубеждениями, и откровенно сообщал, что «женской пол, …изключая тёмного цвета, не уступит много своим товарищам в Европе». Далее Юрий Фёдорович думал совершить вояж до Австралии, и просился на фрегат, направляемый для описи берегов Зелёного континента. Однако 1 мая 1799 года пришло письмо посла Воронцова, в котором Лисянского извещали о производстве в капитан-лейтенанты и отзыве в Петербург в связи с ухудшением англо-российских отношений. 20 мая Юрий погрузился на торговое судно и прибыл в Дувр 13 декабря. Выяснилось, что Крузенштерн и Баскаков успели вернуться в Россию до окончания балтийской навигации. Зимой в Лондоне Лисянский изучал литературу о путешествиях, общался с послом Воронцовым по вопросам организации русской кругосветной экспедиции. Также капитан приобрёл книгу Джона Клерка «Опыт морской тактики», которую впоследствии перевёл на русский язык. Юрий Фёдорович Лисянский прибыл в Кронштадт 31 мая 1800 года.

## Россия (1800—1802)

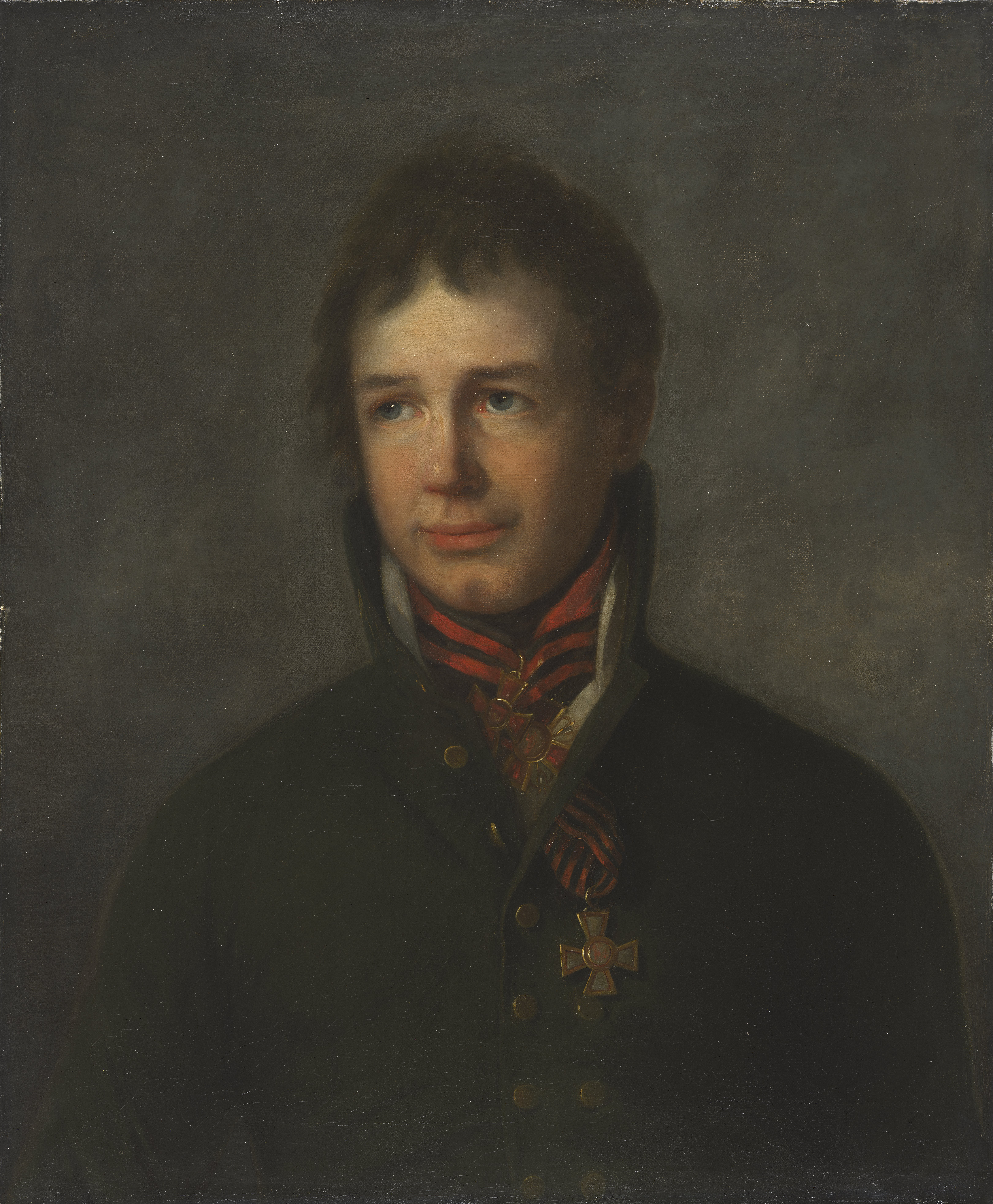
Фридрих Вейч. Портрет И. Ф. Крузенштерна. Около 1808 года, Zentralbibliothek Zürich

После возвращения в Россию Лисянский оказался в сложном положении, поскольку большинство его покровителей времён обучения в Морском корпусе уже скончались. В июне 1800 года он был назначен на корабль «Пётр» под командованием капитана первого ранга А. С. Бабаева, а в следующую навигацию капитан-лейтенант Лисянский получил в командование фрегат «Автроил». Служба ограничивалась летними кампаниями и учениями, что давало достаточно времени для перевода «Движения флотов» Клерка с английского языка. Ананий Лисянский помогал чертить схемы. Книга была отправлена заместителю главы Адмиралтейств-коллегии адмиралу Мордвинову, представлена к рассмотрению великого князя Александра Павловича, и лично им рекомендована к печати. Современники отмечали, что перевод был выполнен «грамотно и содержал много хорошего». Подготовка издания требовала частных отлучек в Петербург, где восстановились отношения к Крузенштерном, интенсивно лоббировавшим собственный проект русского кругосветного плавания. После прихода к власти Александра I по ходатайству графа Воронцова Лисянский был представлен к награждению орденом Святого Георгия 4-й степени за 18 морских кампаний, в которых принимал участие. Награждение состоялось 26 ноября 1802 года. Ещё ранее, в апреле государь для нужд кругосветной экспедиции издал указ, дозволяющий «морским офицерам, кто пожелает, не выходя из флотской службы, вступить в Российско-американскую компанию». Лисянский немедленно подал рапорт.
В августе 1802 года, командуя «Автроилом», Лисянский обратился к Крузенштерну: «Радуюсь, что ты назначен командиром в столь важную экспедицию. Весьма был бы щастлив, чтоб с тобой вместе служит, но не знаю можно ли». Иван Фёдорович обратился к государю, охарактеризовав Юрия Фёдоровича как «опытного и усердного мореплавателя, грамотного во всех отношениях». 20 августа последовало официальное назначение командиром второго корабля, а на следующий день Лисянский был принят на службу Российско-американской компании (РАК), чьими сотрудниками считались капитан и все члены его команды. По инструкции РАК И. Ф. Крузенштерну от 10 июля 1803 года экспедиция должна была следовать на Камчатку и Аляску вокруг мыса Горн с посещением островов Зелёного Мыса в Африке и порта Вальпараисо в Чили. На обратном пути корабли должны были с торговыми видами посетить Кантон, порты Юго-Восточной Азии и Индии. Ю. Ф. Лисянский на «Неве» должен был исследовать район Берингова пролива с целью разведки Северо-Западного прохода. Окончательный план экспедиции, согласованный Главным правлением РАК, выглядел следующим образом: два шлюпа через мыс Горн должны были выйти к Гавайским (Сандвичевым) островам, откуда Лисянский на «Неве» следовал в Русскую Америку, тогда как «Надежда» под командой Крузенштерна направлялась в Японию, куда должна была доставить посольство Резанова. После зимовки на Камчатке или на Кадьяке, шлюпы должны были воссоединиться и следовать в Кантон для продажи мехов. Трассу возвращения Крузенштерну разрешалось выбирать самостоятельно.
Неясным является вопрос, почему дирекция РАК решила фрахтовать или покупать экспедиционные суда за границей. Судя по переписке морского ведомства с Коммерц-коллегией 1800—1801 годов, кораблей нужного размера и мореходных качеств в военно-морском флоте было не менее десяти, не считая купеческих судов. Кроме того, из переписки камергера Резанова следует, что корабельный мастер Д. А. Масальский брался построить судно любых размеров специально для кругосветного путешествия. Однако дирекция приняла решение закупать суда за границей, куда был командирован Лисянский. 24 сентября 1802 года Лисянский и корабельный мастер Разумов выехали в Гамбург, где не нашли подходящих судов. Далее они проехали в Англию, где и приобрели два шлюпа: 16-пушечный 450-тонный «Леандр», переименованный в «Надежду», и 14-пушечную 370-тонную «Темзу», перекрещённую в «Неву». Офицеры экспедиции утверждали, что Лисянский вступил в сговор с продавцом кораблей, и купил старые суда, присвоив разницу в стоимости. «Надежда» была построена около 1800 года, побывала во французском плену, фок-мачта её была повреждена картечью, а в корпусе было много сгнивших элементов. «Нева» больше подходила для кругосветного путешествия (ходила даже в Индию), но нуждалась в замене такелажа. Делать этого в Кронштадте не стали, чтобы Лисянского не отстранили от участия в плавании. В результате негодные фок- и грот-мачты (древесина потрескалась, вызывая гниение сердцевины мачтовых стволов и степса) пришлось менять в Бразилии за счёт РАК, хотя ещё в Британии было истрачено 5000 фунтов стерлингов на первоочередные ремонтные работы. Крузенштерн утверждал, что всего за оба судна было заплачено 17 000 фунтов, по данным МИДа сумма составила 25 000. В ценах 2018 года это соответствует порядку 1 491 000 — 2 193 000 фунтов стерлингов. По сведениям, сообщаемым в «Истории Российско-американской компании», стоимость «Надежды» составляла 82 024, а «Невы» — 89 214 рублей серебром. По расчётам Лисянского, цитируемым в дневнике Левенштерна, общий бюджет экспедиции составил 700 000 рублей ассигнациями, считая 24 000 фунтов стерлингов (270 000 рублей) за оба корабля; кроме того, на содержание свиты посланника Резанова было отпущено ещё 20 000 мексиканских долларов сверх бюджета.
В Англии Лисянский закупил не производившееся в России снаряжение: секстанты, пель-компасы, барометры, гигрометр, несколько термометров, один искусственный магнит, хронометры работы Арнольда и Петтингтона и другое. Хронометры были проверены академиком Шубертом. Все остальные инструменты были работы Траутона. В Англии была закуплена также соответствующая различным климатическим условиям одежда для команды, даже тюфяки, подушки, простыни и одеяла. Лисянский позаботился приобрести противоцинготные средства, так как в те времена цинга была одним из наиболее опасных заболеваний во время длительных плаваний.

## Путешествие вокруг света (1803—1806)

Маршрут первой русской кругосветной экспедиции. Путь «Невы» выделен красным цветом

### Стиль руководства Юрия Лисянского
Помимо офицеров, унтер-офицеров и матросов, в экспедиции участвовала свита посла Резанова с обслуживающим персоналом, сотрудники РАК, а также пятеро японцев, возвращавшихся на родину. Первоначально офицеры получали отпуск с военной службы и заключали контракты с РАК, однако время плавания входило в стаж службы и морской ценз. В контракт входило только выполнение задания, связанного с коммерцией, при этом офицеры торговлей не занимались. В описании путешествия и Крузенштерн, и Лисянский перечислили всех участников своих команд поимённо. На «Неве» шли иеромонах Александро-Невской лавры Гедеон (Федотов) и приказчик РАК Николай Коробицын, также причисленные к свите посла. Коробицын должен был следить за Лисянским и выдавать ему деньги на корабельные издержки, включая жалованье офицерам. Это никак не соотносилось с Морским уставом. Крузенштерн был известен гуманным отношением к подчинённым, позволял офицерам пререкания и запретил в отношении нижних чинов рукоприкладство. Юрий Фёдорович, напротив, ввёл на «Неве» суровую дисциплину и активно применял телесные наказания. Вдобавок он бравировал своим вольнодумством, за что удостоился попрёков священника Гедеона за нерадение в вере и даже запреты проводить богослужения в воскресные дни и по праздникам. Иеромонах жаловался на откровенное кощунство командира: «Сын нежинского протоиерея Лисянского, кажется родившийся и воспитанный в самых недрах религии, часто изволил пить за столом вино тенерифское, произнося ко мне сии слова: „Батюшка! За здоровье Божьей Матери“». Вдобавок, в нарушение инструкций Адмиралтейств-коллегии, Лисянский стремился действовать самостоятельно от «Надежды».

### Совместное плавание «Надежды» и «Невы»

#### Атлантический океан
Экспедиционные шлюпы прибыли в Кронштадт 5 июня 1803 года (все даты даны по новому стилю). В силу разнообразных причин отправиться в путь удалось только в 10 часов утра 7 августа. В половине шестого вечера 17 августа добрались до Копенгагена, где предстояло перегрузить суда и взять на борт «Надежды» учёных, которые там дожидались. После перегрузки обнаружилось, что сухарям и солонине грозит гибель, их нужно сушить, пересаливать и упаковывать в новые бочки. Кислая капуста испортилась почти вся. Это сопровождалось обширной перепиской с Петербургом. Во время штормов в Скагерраке шлюпы разлучились, и только к 20 сентябрю погода стала ясной. 27 сентября «Надежда» прибыла в Фалмут, где уже два дня её дожидалась «Нева». Было решено запастись ирландской солониной, из опасения, что доставленная из Гамбурга не выдержит и года пути. Суда сильно протекали, и Крузенштерн нанял сверх собственной команды восьмерых конопатчиков, которые работали в течение шести дней. Пресную воду пришлось доставлять за 4 мили; по расчётам приказчика Коробицына, припасы и вода обошлись Российско-американской компании в 1170 пиастров. На «Неве» дополнительно пришлось конопатить верхнюю палубу и заменять гнилые доски на баке, на что было Лисянскому отпущено ещё 1159 пиастров. Тем не менее в нижних палубах и трюмах обоих кораблей было сыро, конденсат скапливался даже в кают-компании. Для борьбы с этим в хорошую погоду открывали люки и проветривали помещения, применяли также жаровни с горящими углями, обработку помещений уксусом и горящим витриолем. Дважды в неделю льяла промывали свежей морской водой, откачивая застойную помпами. Лисянский после выхода в море настаивал, чтобы матросы мылись и обстирывались два раза в неделю, а заступающая вахта в тропических широтах в обязательном порядке окатывалась морской водой; вахтенные должны были следить, чтобы матросы не находились под открытым солнцем, также начали выдавать лимонный сок против цинги.
5 октября с приливом экспедиция двинулась на Канарские острова. 19-го числа добрались до Тенерифе, где встретили французского капера, прошедшего между «Надеждой» и «Невой». 27 октября шлюпы двинулись к Островам Зелёного Мыса. Архипелаг миновали 6 ноября на расстоянии 25—28 миль от острова Св. Антония из опасения попасть в штилевую зону. После вступления в экваториальные воды на шканцах растянули тент, а матросам запретили спать на открытом воздухе. Экватор миновали в половине одиннадцатого ночи 26 ноября на 24° 20' з. д. На обоих шлюпах команду поставили на ванты и заставили прокричать троекратное «ура!». На следующий день была устроена торжественная церемония. На обоих судах устроили парад с артиллерийским салютом, Лисянский распорядился приготовить для команды «Невы» суп с картофелем и тыквой, зажарить уток и испечь пудинги, на трёх человек полагалась бутылка портера. Дойдя до 20° ю. ш., Крузенштерн тщетно искал остров Вознесения, о положении которого были очень сбивчивые указания. Лисянский тем охотнее согласился на поиски, что они не требовали уклонения от курса. Определить положение острова не удалось, и мореплаватели посчитали его несуществующим. Согласно другой версии, оба капитана прекрасно знали положение острова, и искали архипелаг Ассенцао (или Мартин-Вас); после них поиски проводил и В. М. Головнин во время кругосветного путешествия на шлюпе «Камчатка».
Крузенштерн, по примеру Лаперуза, избрал для захода в Бразилию порт Дестеро (Носса-Сеньора-ду-Дештерру) на острове Санта-Катарина ввиду его мягкого климата, наличия пресной воды, дешевизны продуктов и меньшей, по сравнению с Рио-де-Жанейро, таможенной пошлиной. 21 декабря шлюпы вошли в пролив, отделяющий остров от материка. Резанов, Крузенштерн и Лисянский были приняты доном Курадо чрезвычайно любезно, на шлюпы назначены португальские чиновники и были сделаны все приготовления, включая заготовку дров. Главной проблемой, которая надолго задержала экспедицию в Бразилии, стала замена фок- и грот-мачты «Невы», а также грота-реев с 26 декабря 1803 по 22 января 1804 года. За это время шлюп был разгружен, вытащен на берег и капитально проконопачен, в бортах и палубе были заменены сгнившие доски, клюзы, и прочее. В лесах острова были найдены подходящие стволы красного дерева, однако весьма сложной была доставка их в гавань и обработка, которая обошлась в 1300 пиастров, в том числе 1000 — за работу португальского «мачтмакера». Удалось уберечь экипаж от начавшихся было желудочных заболеваний, благодаря тому, что вместо воды выдавали чай и слабый грог.
В Бразилии Лисянского и других офицеров возмущало рабовладение. Побывали русские моряки и на карнавале, обратив внимание, что белые «забавляются по обычаю европейских католиков», а негры — по-африкански. Конфликт Крузенштерна с Резановым принял в Бразилии новый оборот. Резанов пытался отдавать приказы Лисянскому, минуя Крузенштерна, но ему никто не подчинился. 31 декабря офицеры составили рекомендательные письма Толстому, чтобы защитить его от нападок посла, а также описали ситуацию в посланиях государю, товарищу морского министра П. В. Чичагову и министру коммерции Н. П. Румянцеву. Наступило временное затишье.

#### Тихий океан. Остров Пасхи

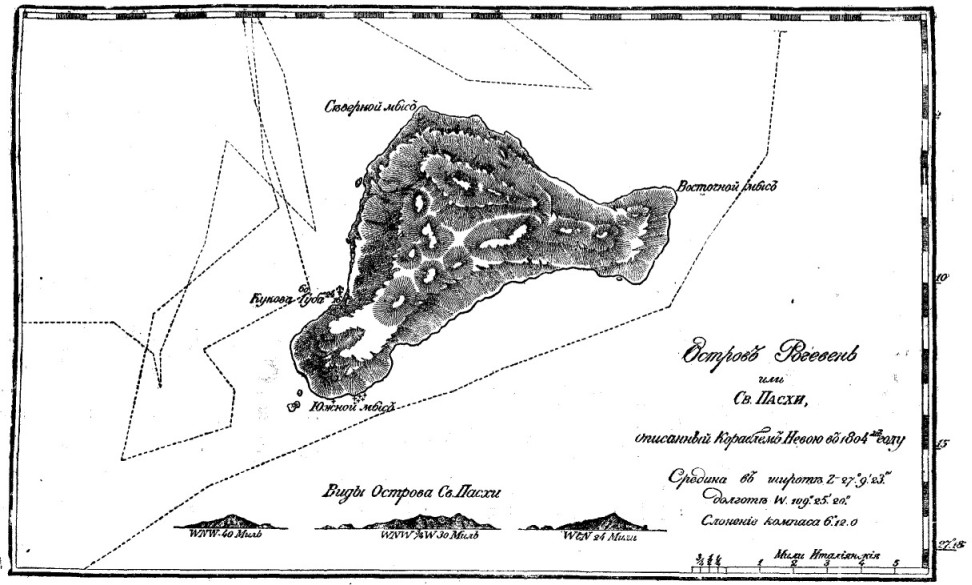
Остров Пасхи и маршрут шлюпа «Нева» на карте Лисянского, 1804

2 февраля 1804 года все работы по шлюпам были закончены, и на борт прибыл посланник Резанов со свитой; впрочем, сильные северные ветра задержали отплытие до 4 февраля. По первоначальному плану экспедиции мыс Горн надлежало обогнуть в январе. Поэтому Крузенштерн предусмотрел, что если корабли разлучатся, к 12 апреля, находясь на широте 45° и долготе 85°, следовало идти к острову Нуку-Хива; но если это будет невозможно, тогда следовать в Консепсьон и оттуда на Гавайи. К широте мыса Горн шлюпы приблизились 25 февраля, но взяли курс южнее, чтобы не подходить близко к прибрежным скалам. 26-го барометр сильно упал, однако ещё два дня ветер позволял ставить марсели и держать высокую скорость; только 27 февраля сильным шквалом разорвало кливер «Надежды», а «Неву» развернуло оверштаг. Поскольку сильно похолодало (три недели в жилых помещениях было не свыше 3 °R, то есть 3,75 °C), на шлюпах выдали зимнюю одежду, Лисянский приказал варить гороховый суп на «сушёном бульоне», а к солёной пище давать больше тыквы и лука. Если позволяла качка, на нижней палубе разводили огонь. По счислению, в Тихом океане экспедиция оказалась 3 марта в восемь часов утра.
25 марта в штормовую погоду шлюпы «Надежда» и «Нева» окончательно потеряли друг друга из вида. Поскольку ближайшей обитаемой сушей был Вальпараисо, находившийся в 1000 морских миль к востоку, Лисянский принял решение идти на остров Пасхи. Буря 28—29 марта была такой силы, что Лисянскому изменили его обыденные скептицизм и агностицизм, и он философствовал в дневнике о Божественной воле и Провидении. С 1 апреля, когда погода стала более предсказуемой, на палубе «Невы» установили кузницу и стали ковать топоры, ножи и гвозди для обмена с туземцами. На борту шлюпа были описания острова, сделанные Куком, Форстером и Лаперузом. К острову вышли в 11 часов утра 16 апреля на расстоянии 35 морских миль. Дав залп «для прочищения пушек», снарядили батарею боевыми зарядами. «Нева» находилась у вулкана Катики и мыса Роггевена. С борта были хорошо видны моаи и возделанные плантации. Однако из-за туманов и сильнейшего прибоя, шлюп крейсировал у берегов острова ещё четыре дня. Поскольку встать на якорь было совершенно невозможно, 21 апреля Лисянский отправил на берег лейтенанта Повалишина с подарками для островитян (ножами, бутылками и проч.), чтобы оставить послание для Крузенштерна, если на остров зайдёт «Надежда». Повалишин взял с собой подштурмана и четырёх матросов, их страховали с борта. Приказчик Коробицын отмечал, что островитяне охотно отдавали бананы, ямс, бататы или сахарный тростник за зеркальца, ножницы, но особенно предпочитали ножи. Была передана и залитая сургучом бутылка с запиской для Крузенштерна. Повалишину удалось получить полную лодку продуктов, а также некоторые этнографические предметы, в частности, узорную циновку. Завершая описание острова, Лисянский исправил координаты Дж. Кука и его же оценки численности пасхальцев. По мнению Г. Баррата, демографические выкладки Лисянского были вполне корректными.

#### Нуку-Хива
11 мая «Нева» прибыла на остров Нуку-Хива: у Крузенштерна Лисянский застал и вождя Киатонуи. Экспедиции не удалось запасти свежего мяса: свиней у островитян было очень мало, на топоры удалось выменять лишь четыре свиньи и трёх поросят, которые были тут же съедены экипажем. 12 мая произошёл инцидент: вождь Киатонуи задержался на борту «Надежды», после чего его подданные решили, что он захвачен и схватились за оружие. Матросы в это время набирали воду, причём островитяне (включая вождей низкого ранга) ворочали полные бочки и проносили их через полосу прибоя. Чтобы не создавать инцидентов (учитывая, что на Маркизах процветал каннибализм), Крузенштерн и Лисянский запрещали одиночное посещение берега, матросов и учёных пускали организованными группами под командой офицеров. Ботаник Бринкин вообще ни разу не сошёл на сушу из страха перед «людоедами». Впрочем, большинство членов научной группы воспринимало обычаи островитян как данность.
На Нуку-Хиве произошла резкая вспышка конфликта между Крузенштерном и Резановым. Когда «Надежда» прибыла в порт Анна-Мария, Крузенштерн, рассчитывая купить больше свиней, запретил выменивать местные редкости (украшения или оружие) на топоры, принадлежавшие Российско-американской компании. Приказ об этом был зачитан капитаном лично 7 мая. Он воспользовался опытом Ванкувера, который поступил так на Таити. Резанов и купец Шемелин нарушили капитанский запрет, после чего 9 мая пришлось разрешить свободную мену. Итогом стало резкое обесценивание железных обручей, а Шемелин в своих записках, опубликованных в 1818 году, утверждал, что свиней не удалось закупить именно по причине торгового кризиса. Резанов велел Шемелину выменять как можно больше редкостей для Кунсткамеры, но процесс также шёл тяжело: островитяне требовали только топоры и ножи. 14 мая произошло публичное выяснение отношений между Резановым и Крузенштерном, в котором приняли участие Шемелин и Лисянский. По описанию всех сторон, посол назвал действия капитана «ребяческими», и заявил, что закупка провианта — не его компетенция, тогда как предметы для Кунсткамеры повелел собирать государь. Крузенштерну был сделан выговор, на что он отвечал, что Резанову не подчиняется. Офицеры обоих шлюпов потребовали у Резанова объяснений и публичной демонстрации инструкций, причём посол не смог назвать имя автора инструкции (графа Румянцева), а Лисянский, по свидетельству самого Резанова, открыто заявил, что государь Александр «подписать-то знаем, что он всё подпишет». В письме Лисянского, отправленном Крузенштерну на следующий день, прямо говорится: «до сего времени я считал себя в команде вашей, теперь же выходит, что имею у себя другого начальника». Ратманов также утверждал, что после заявления Резанова, что «он всё, а Крузенштерн — ничто», посол не смог подтвердить свои полномочия документально. По мнению историка флота Н. Л. Кладо, Резанов имел на руках лишь Высочайший рескрипт, в котором ничего не было сказано о порядке подчинения. В противном случае Крузенштерн не мог столь уверенно себя вести против старшего по возрасту и званию (камергер в Табели о рангах относился к тому же классу, что и контр-адмирал).

#### Гавайские острова

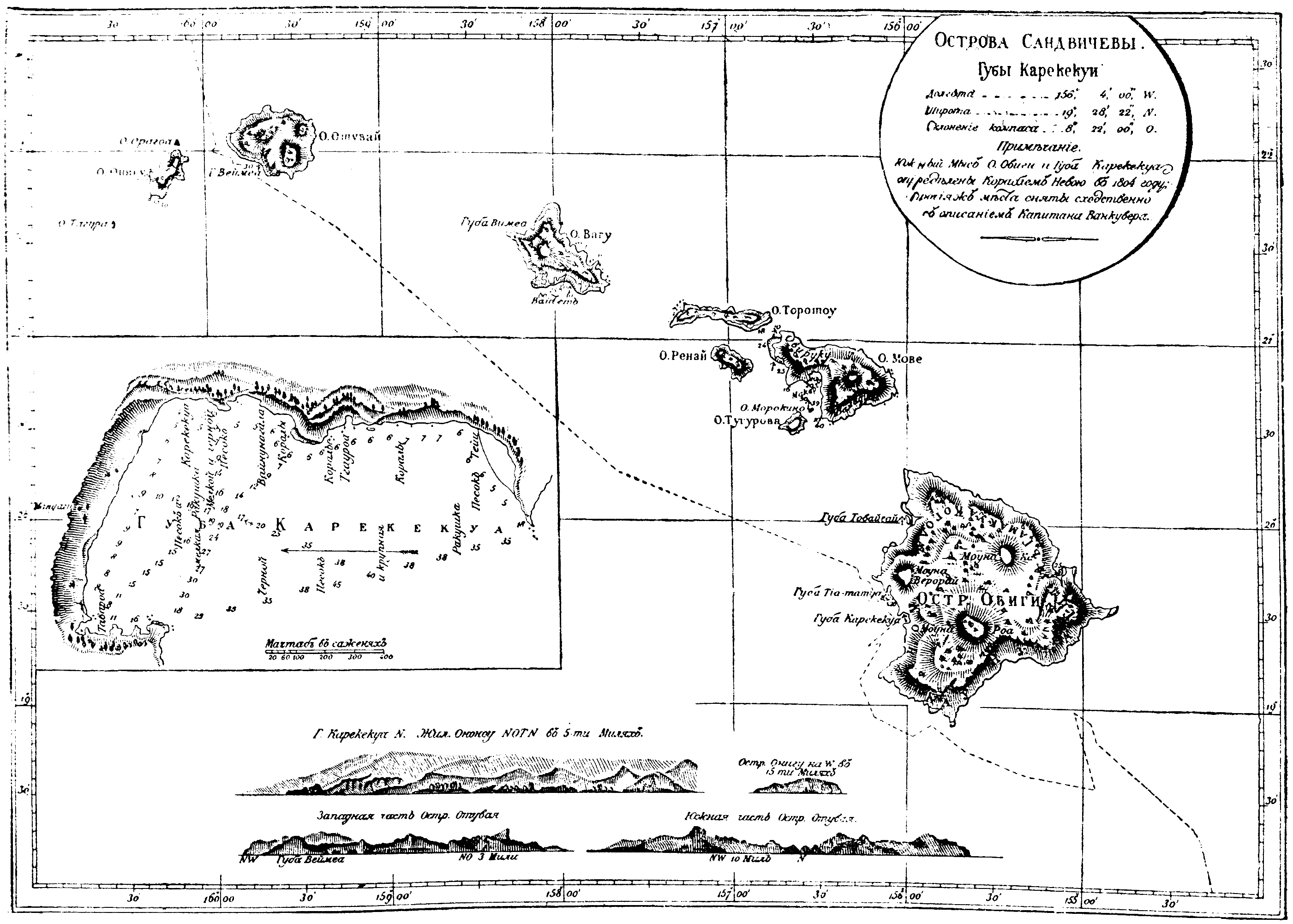
Острова Сандвичевы: Губы Карекекуи. Карта по данным корабля «Нева» (1804) и капитана Ванкувера (1791)

Необходимость захода на Гавайские острова объяснялась длительностью пути в северную часть Тихого океана и на Камчатку перед посольством в Японию. На Нуку-Хиве не удалось запасти свежего мяса, и Крузенштерн опасался цинги, хотя никаких внешних её проявлений у экипажа не было. На всякий случай Лисянский занялся охотой на акул, 7-футовый экземпляр был изловлен 20 мая. Акулье мясо тут же приготовили для всей команды «Невы», и новое блюдо не понравилось только самому капитану. 8 июня в девять утра показался остров Гавайи (Крузенштерн называл его «Оваги», а Лисянский — «Овиги»), к берегу которого приблизились к двум пополудни. Туземцы в лодках предлагали для обмена безделушки, поэтому на ночь шлюпы отошли от побережья и легли в дрейф. 9 июня аборигены привезли на лодке 2½-пудовую свинью, но сторговаться не удалось — в обмен требовали сукно, которого не было на борту. В итоге свинью увезли обратно. Дойдя до Кеалакекуа (Карекекуа), Крузенштерн приказал Эспенбергу произвести медицинский осмотр. По его результатам было решено сразу идти в российские владения, поскольку запасы на борту это позволяли. В 8 часов вечера 10 июня «Надежда» вышла в море.
«Нева» оставалась на Гавайях до 16 июня. После высадки на берег оказалось, что всеми делами в этой местности заправляет англичанин Юнг, поскольку местный вождь переселился на Оаху. 12 июня открыли торг, купив двух свиней и разных кореньев за два топора и три бутылки рома; офицеры и матросы активно скупали всякие ремесленные изделия аборигенов, которым требовались ткани, даже обыкновенная холстина. Туземцы заявили, что Юнг запретил продавать свиней, однако, несмотря на запрет, гавайский старейшина привёз на шлюп двух больших свиней и двух поросят, две козы и 10 кур, бочку бататов, а также таро, кокосы и сахарный тростник. Женщин Лисянский категорически воспретил пускать на борт. 13 июня старейшина привёз четырёх свиней (одну из которых от имени вождя подарил), офицеры сумели выторговать ещё 12 свиней и столько же кур. На этот раз аборигены охотно брали полосовое железо. Вечером Лисянский посетил место убийства Кука, языческий храм и дворец вождя, а также судоверфь, на которой заканчивали строительство двойного каноэ. Вождь наложил на русских табу, поэтому местные жители держались подальше. Торг успешно продолжался 13 и 14-го июня, когда, наконец, на шлюп прибыл англичанин Юнг, которого, как оказалось, не известили о прибытии русских. Лисянский не стал приглашать его к обеду, после чего англичанин стал любезен, подарил двух больших свиней и всячески старался загладить свою невежливость. Он ещё раз провёл офицеров на место убийства Кука, где всё подробно рассказал и показал. 15 июня «Неву» посетили американские промысловики и сообщили о разорении индейцами Ситки. 16-го удалось купить восемь свиней (по четыре у Юнга и гавайского старейшины) за парусину, после чего Лисянский счёл, что запасов хватит до самой Аляски. 17 июня «Нева» снялась с якоря и направилась к острову Мауи (Мове). Посетив остров Отувай (бухта Уаимеа), 20 июня Лисянский проложил курс прямо на Уналашку.

### Пребывание шлюпа «Нева» в Русской Америке

#### Битва за Ново-Архангельск

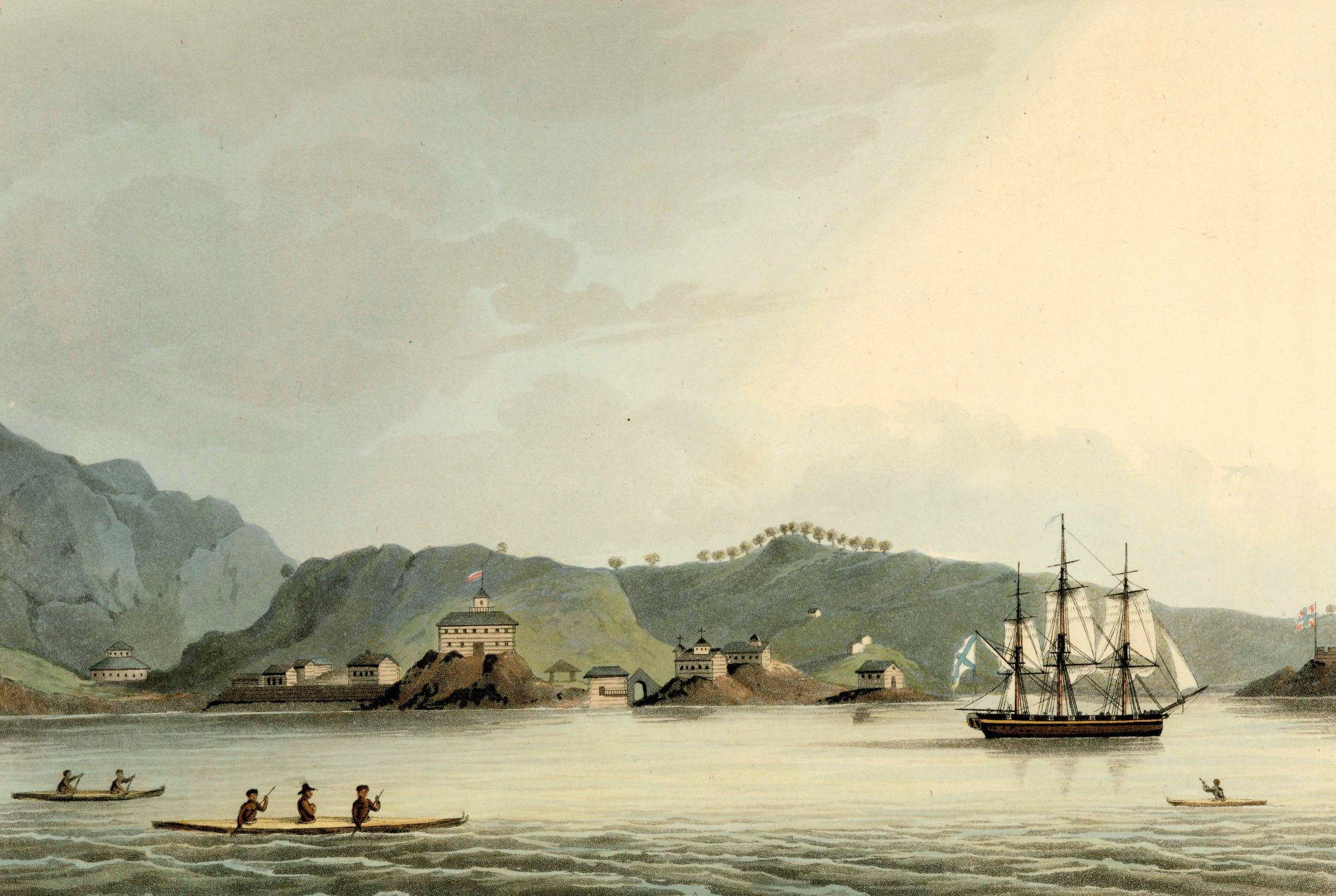
«Нева» в гавани Св. Павла на острове Кадьяк. Акварель Юрия Лисянского

Переход шлюпа «Нева» от Кауаи к Кадьяку продолжался 25 дней и проходил спокойно, хотя погода была дождливой и началось похолодание. Лисянский утверждал, что на борту из-за изобилия свежей свинины началась желудочная инфекция, но её быстро излечили хиной. На место прибыли 10 июля. Далее со шлюпа сошёл иеромонах Гедеон, который ещё в Бразилии получил от Н. П. Резанова приказ взять под начало кадьякскую школу и вообще организацию пастырской деятельности. Вернуться в Россию он должен был вместе с посланником, а не на шлюпе «Нева».
«Нева» попала прямо в эпицентр боевых действий: 13 июля Лисянский получил просьбу А. А. Баранова о помощи в освобождении Ситки, взятой тлинкитами. У Баранова был транспорт «Ермак», 120 вооружённых русских охотников и промышленников и 800 туземных союзников на 350 байдарках. Появление 14-пушечного шлюпа существенно усиливало эскадру. Переговоры с главой ситкинцев — тойоном Котлеаном — потерпели неудачу, поскольку Баранов требовал сдать крепость и передать русским надёжных аманатов. 1 октября 1804 года началась бомбардировка индейского укрепления из корабельных орудий, не имевшая успеха, поскольку калибр орудий был небольшой, частокол толстый, а индейцы укрывались во рвах или подземных ходах. Поэтому Лисянский высадил десант под командой лейтенанта П. П. Арбузова с полевой пушкой, а Баранов и лейтенант «Невы» П. А. Повалишин при четырёх орудиях наступали с другой стороны. Несмотря на то, что тлинкиты отстреливались из фальконетов и ружей, русские начали штурм. Попытка лобовой атаки была отбита индейцами: Повалишин получил ранение в грудь, подлекарь Мутовкин получил пулевые ранения в руку и ногу, ранения разной степени тяжести получили 7 матросов, в бою пали рядовые Артемий Павлов и Андрей Иванов; матрос Иван Сергеев умер на следующий день от ран. Тем не менее позиция индейцев была обречена, и, начав переговоры 3 октября, уже 7-го основные силы бежали через горы. На острове была основана крепость Ново-Архангельск, а русское влияние полностью распространено на Архипелаг Александра.

#### Зимовка на Кадьяке

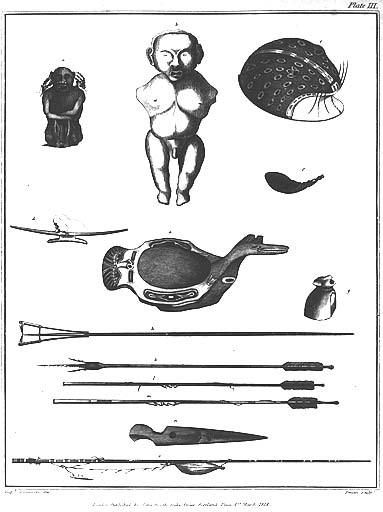
Предметы культа и оружие аборигенов Кадьяка. Гравюра из английского издания отчёта Лисянского

Поскольку наступала зима, 10 ноября 1804 года «Нева» вернулась на Кадьяк в гавань Св. Павла, где к 16-му числу шлюп был разоснащён, а команду перевели на берег. После наступления холодов Лисянский отметил температуру 5,5 °F (−14,7 °С). Зимовка продолжалась 11 месяцев, но для экипажа имелись вполне приемлемые квартиры и было заготовлено достаточно припасов, матросы занимались также зимней охотой и рыбной ловлей. На Святки устроили театральное представление, а на Масленицу — ледяную горку. Морозы продолжались до 9 марта 1805 года, самой низкой измеренной температурой была −17,5 °С (22 января в девять вечера). Подготовка к отправлению началась в двадцатых числах марта, а с 22 марта Лисянский с штурманом Калининым и одним матросом отбыл на трёх байдарах для географических съёмок. К 12 апреля они составили карту Кадьякского архипелага, Чиниатского залива и гаваней Павловской и Трёх святителей.
Главные задачи этого этапа экспедиции решал приказчик Российско-американской компании Николай Коробицын, который должен был взять на шлюп меха для реализации в Китае. «Нева» доставила из Петербурга товаров на 310 000 рублей и приняла мехов и моржовой кости на 440 тысяч. Помимо загрузки, пришлось изготовить для шлюпа новый бушприт, что задержало отплытие до 13 июня. Только 16-го в два пополудни экспедиция покинула Павловскую гавань. 22 июня прибыли в Ново-Архангельск, в котором за зиму построили из дерева восемь больших зданий, о которых Лисянский писал, что по размерам и украшениям они вполне достойно смотрелись бы и в Европе. Правителя Баранова встретили салютом из 9 выстрелов и пригласили на обед к капитану. Со 2 по 7 июля штурман Калинин был направлен на остров Крузова для описания горы Эджкомб и пролива. Гора настолько заинтересовала Лисянского, что 21—22 июля вместе с Повалишиным они совершили восхождение и исследовали кратер, поросший густым лесом; однако, в описании путешествия капитан сильно преувеличил высоту горы.
Предстояла подготовка к переходу до Китая. Не оправившихся от прошлогодних ранений матросов (10 человек) Лисянский сопроводил с 7 по 15 августа на горячие серные воды, которыми ситкинские жители пользовались для лечения ран и прочего. Для недопущения цинги было заготовлено 60 вёдер дикого щавеля, брусничный сок и мочёная брусника. До самого Кантона на «Неве» пять дней в неделю варили щи из солонины с квашеным щавелём и горчицей, и два дня — гороховый суп на «сушёном бульоне» (суповом концентрате). В среду заваривали чай с брусникой, а в четверг выдавали брусничный сок.

#### Переход в Китай
1 сентября 1805 года, распрощавшись с правителем Барановым, около шести вечера «Нева» вышла в море. Для пополнения убыли в команде Лисянский взял с собой двух кадьякских аборигенов-байдарочников и четырёх русско-индейских метисов для обучения мореплаванию. Уже 2 сентября налетел шквал, сменившийся полным безветрием. Одной из задач, возложенных на Лисянского, был поиск неизвестных земель к востоку от Японии. Вперёдсмотрящие безуспешно рассматривали горизонт, пока в десятом часу вечера 15 октября на 26°43' с. ш. и 173°23' з. д. «Нева» не села на мель посредине коралловой банки. Сбросив за борт запасные реи и стеньги, а потом и пушки, удалось вытянуть шлюп на глубину, однако наутро шквал бросил корабль обратно на мель. Рискуя разбить корабль о кораллы — был повреждён фальшкиль — команда справилась, и смогла выловить из моря все сброшенные детали. Так был открыт необитаемый остров Лисянского, название которому было дано по настоянию команды. Несмотря на сильную жару, капитан сошёл на берег и зарыл в коралловый песок бутылку с письмом о своём приоритете. Однако повреждения шлюпа были так велики, что Лисянский потом сожалел, что не имел возможности проводить дальнейшие поиски земли.
К 31 октября оказалось, что сухарей хватит только на 30 дней, поэтому рацион был сокращён на четверть фунта на человека. Только 16 ноября увидели оконечность Тиниана, а затем и все Марианские острова. 22 ноября судно едва пережило сильный шквал, которым было положено на борт; был разбит в щепы ял, принайтовленный на корме. При этом грот-стаксель-шкотом были сброшены за борт три матроса, но валом воды их принесло обратно, и они уцепились за ванты. Уровень воды в трюме превысил фут, поэтому пришлось срочно откачивать её помпой, что сверх меры изнуряло людей, которые уже сутки были лишены возможности питаться и передохнуть. 23 ноября при уборке судна обнаружилось зловоние из главного трюма, поэтому 24-го он был вскрыт. В трюм сначала опустили витриолевые шашки и окропили его купоросом, и начали поднимать подмоченные тюки с мехами. Отсыревшее помещение прогревалось жаровнями. Опасаясь миазмов, Лисянский перевёл команду в офицерскую кают-компанию до приведения трюма в порядок. Разборка мехов и оценка ущерба заняла у приказчика Коробицына время с 24 по 28 ноября. Итогом было то, что в море выбросили испорченных мехов на 80 000 рублей, о чём был составлен акт.

### Пребывание в Китае

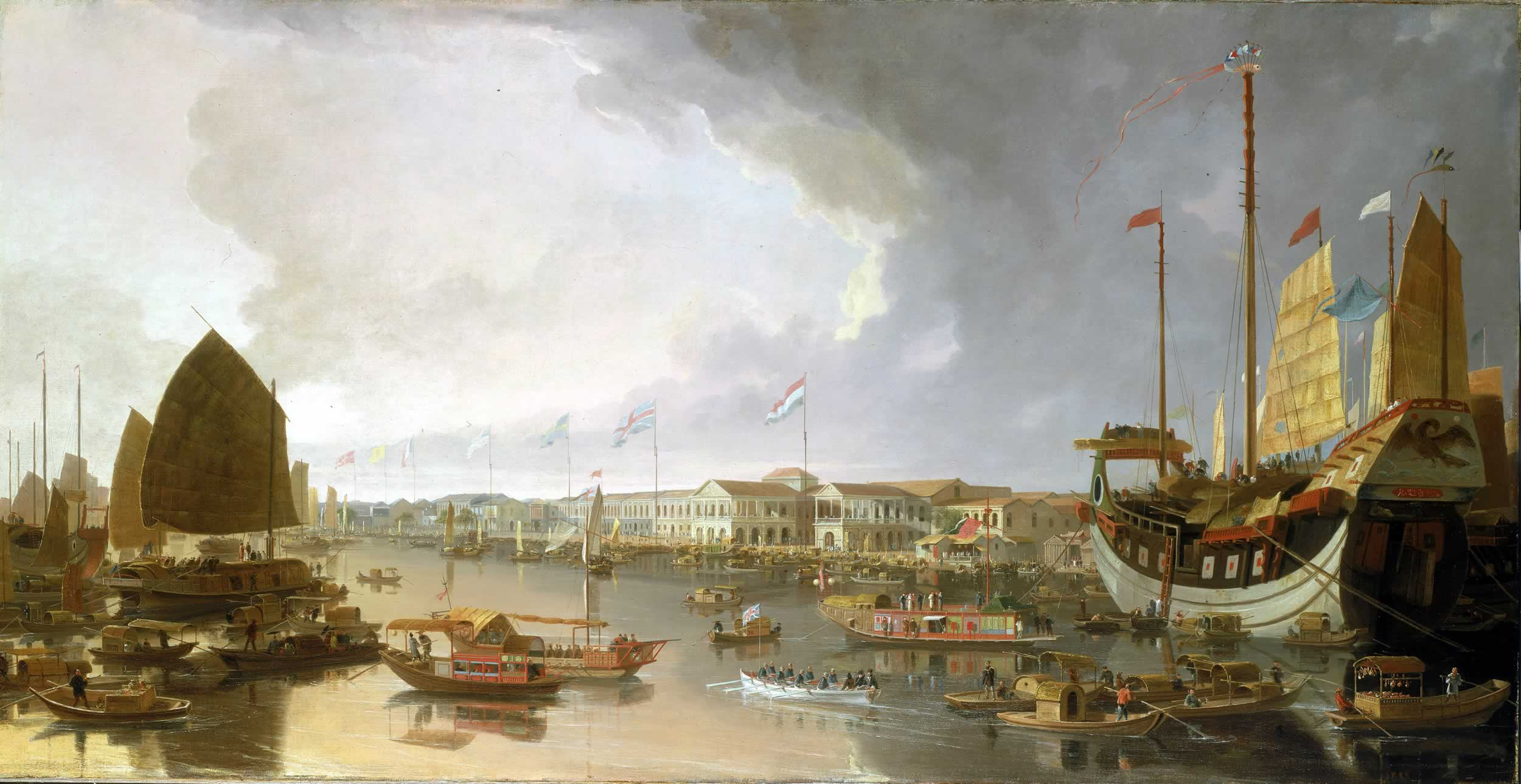
Дэниэл, Уильям. Вид на Тринадцать факторий в Кантоне. 1805—1810

Экипаж Лисянского пришёл в Кантон 3 декабря; оба русских шлюпа передислоцировались к острову Вампу (Хуанпу) в устье реки Чжуцзян (который офицеры и купцы называли «Тигрис»). Крузенштерн, в соответствии с инструкциями, рассчитывал, что посольство Головкина уже будет в Пекине, и все договорённости с цинскими властями будут исполнены. В реальности посольство даже не пересекло китайской границы, и русские шлюпы вызвали переполох среди гуандунского начальства и купечества. Тем не менее управляющий морской таможней (русские называли его гоппо) Янь Фэн разрешил войти в порт Кантона, очевидно, намереваясь присвоить пошлину. Губернатор У Сюнгуан, напротив, медлил с разрешением, а без этого купцы не могли заключать сделок. При этом наступал сезон тайфунов, и Крузенштерн с Лисянским рисковали потерять ещё год. В этой ситуации на помощь пришли британцы, особенно фирма «Биль и Моньяк» (в транскрипции Крузенштерна). Офицеры поселились в доме Биля, причём приказчик Российско-американской компании Шемелин возмущался запрошенной суммой комиссионных — 5 %, вместо общепринятых двух. Купцу с огромным трудом удалось уговорить младшего члена сообщества Гунхан Ли Яньюя (русские называли его Луква) «отблагодарить» Янь Фэна. Когда дело сдвинулось с мёртвой точки, Шемелин не пожелал заниматься бартерным обменом, а потребовал наличное серебро (возможно, исполняя требования своей компании).
Сделка не принесла ожидавшейся прибыли: по данным Коробицына, удалось сбыть мехов на сумму 191 621½ испанских пиастров, за что было получено чая на 80 000, шёлковых тканей на 20 000, фарфора — на 14 000 и жемчуга на 3000 пиастров. Наличными было получено 74 631½ пиастров, но из них оплатили комиссию англичанам, пошлины, обмерный налог, припасы для служителей, а также расходы двух капитанов, двух приказчиков и их прислуги на берегу. Крузенштерн расположился в австрийской фактории (это обошлось в 800 пиастров), а Лисянский в армянской (600). Шемелин утверждал, что за груз получили только 176 605 пиастров. Конъюнктура была крайне неблагоприятной: лучший мех каланов, лисиц, песцов и медведей было решено везти в Петербург. За самые ценные бобровые шкурки давали не более 20 пиастров (100 рублей), хотя в Москве можно было их сбыть за 200—300. Крузенштерн, вероятно, не слишком вникал в детали сделки, считая её лишь досадной помехой своему главному делу. Общий груз составил: на «Надежде» 832 ящика чая разных сортов и 20 000 кусков шёлковой ткани, на «Неве» 1201 ящик чая и непроданные запасы с Аляски (355 каланов, 2202 лисицы, 1867 песцов, 233 медведя, 76 пудов моржовой кости). Задержки позволили Лисянскому кренговать «Неву», привести в порядок подводную обшивку и киль, что было сделано между 27 и 29 декабря 1805 года. В январе состоялся и конфликт между Крузенштерном и Лисянским. Насколько можно судить, Юрий Фёдорович стремился участвовать в сделке и получить капитанскую комиссию, ссылаясь на свой статус и Морской устав. На этом отношения двух капитанов расстроились окончательно.
Пребывание русских шлюпов в Кантоне едва не спровоцировало политического кризиса. Когда началась погрузка китайских товаров, 22 января 1806 года наместник приказал остановить её, пока не получит из Пекина ответа на донесение об их прибытии. Вокруг шлюпов выставили охрану. Директор Драммонд вошёл в положение и Крузенштерна, и Лисянского, обратился через Ли Яньюя к гоппо, и охрана была снята. Наместнику написали краткое письмо с просьбой выпустить шлюпы из Китая. Несмотря на проволочки, решительность британской и русской стороны возымела действие: гоппо лично посетил «Надежду» и встретился с Лисянским (Крузенштерн был в отлучке) — редчайший случай в отношениях китайских чиновников и иностранных купцов. Кажется, наместник и таможенное начальство стремилось побыстрее избавиться от русских, поэтому выездные документы были оформлены всего через два дня. 9 февраля оба шлюпа покинули Гуанчжоу. Уже после отбытия «Надежды» и «Невы» пришёл приказ императора Цзяцина о задержании судов и аннулирования всех сделок; Янь Фэн и У Сюнгуан были сурово наказаны. В императорском указе говорилось, что морская торговля с Россией повредит пограничной в Кяхте; копию Драммонд постарался переслать российским властям. Драммонд отправил описание событий со своей точки зрения также Н. Н. Новосильцеву.

### Возвращение в Кронштадт
После отхода от Вампу Крузенштерн отдал следующий приказ: поскольку политическая ситуация между Францией и Россией была неопределённой и ожидалась война, шлюпам до получения известий было предпочтительнее держаться вместе. В случае разлуки во время непогоды точкой рандеву назначался остров Св. Елены, но ожидание на нём не должно было длиться более четырёх дней. Совместное плавание «Надежды» и «Невы» длилось до 15 апреля 1806 года.
При выходе «Невы» из Зондского пролива 5 марта от желудочного заболевания, «превратившего его в мумию», скончался матрос Степан Коноплёв и был погребён по морскому обычаю. В день 15 апреля, как писали и Лисянский, и Коробицын, «по мрачности» погоды суда разлучились, после чего командир «Невы» двинулся под всеми парусами к мысу Доброй Надежды, желая во что бы то ни стало вернуться первым. Южную оконечность Африки миновали 20 апреля в три пополудни и 24-го вступили в полосу благоприятного юго-восточного пассата. В этот день произошли важные события: Лисянский, произведя ревизию припасов, уверился, что их хватит на три месяца и принял решение не ожидать Крузенштерна у острова Св. Елены и вернуться в Петербург самостоятельно. Чтобы обеспечить благополучное возвращение, Лисянский пожертвовал частью сословных привилегий: офицеры «Невы» питались свежим мясом, а нижние чины — солёным. Поэтому для кают-компании оставили только 20 кур, а для команды установили новый рацион. Поскольку не было свежей зелени, в суп с солониной добавляли чайные листья, по воскресеньям и четвергам полагалась рисовая каша с патокой, по понедельникам и средам — пикули или маринованные овощи, а во вторникам и пятницам рисовую кашу варили на «сушёном бульоне». Норма потребления воды была установлена в 112 вёдер в неделю, при этом имелась английская пивная эссенция, которая обеспечивала «здоровый и приятный напиток».
26 апреля в кают-компании возник крупный конфликт. Старший помощник лейтенант П. В. Повалишин резко протестовал против планов командира, что зафиксировано в журнале штурмана Калинина. Дословно Повалишин сказал: «Что вы нас, переморить хотите?», на что последовал ответ: «Есть ли услышит хоть одно слово дерзкое, то велит свести в каюту». Курс, тем не менее, прокладывали по меридиану Островов Зелёного Мыса, а затем Азорских островов, чтобы иметь возможность собирать дождевую воду и в случае чего получить помощь с берега. 9 июня у острова Корво встретили английское военное судно, сообщившее о начале войны между Францией и Россией. Несмотря на то, что на «Неве» имелось охранное свидетельство французского правительства, были сделаны военные приготовления. Наконец, 26 июня ночью вошли в Ла-Манш, а встреченный лоцманский бот провёл шлюп в Портсмут за 50 гиней. Рекордный переход длился 140 суток (по разным расчётам, от 139 до 142), и был беспримерным для своего времени; на борту не было цинготных больных. Стоянка в Портсмуте продлилась две недели (28 июня — 13 июля), в продолжение которых Лисянский побывал в Лондоне. От Даунса до Скагена «Нева» шла с эскадрой лорда Кита; разрешения на это добился российский посол. 21 июля скончался матрос Иван Горбунов, раненный в грудь ещё во время русско-шведской войны 1788—1790 годов. В последний день плавания — 5 августа — при попутном ветре «Нева» продемонстрировала рекордную скорость в 11 узлов, и утром 6 августа бросила якорь в Кронштадте.
Лисянский пробыл в пути три года без двух дней (1095 суток; по другому расчёту — два года 11 месяцев 18 дней). По счислению было пройдено 45 083 морских миль (83 493 км) за 532 ходовых суток. 58,5 % времени и 57,2 % по пройденному расстоянию Лисянский действовал самостоятельно. Вечером 6 августа было устроено общее собрание акционеров Российско-американской компании, на котором отчитался приказчик Коробицын, а наутро дирекция прибыла на «Неву». 7 августа «Неву» посетили граф Румянцев и граф Строганов. Утром 8 августа шлюп удостоился Высочайшего посещения, государь завтракал на борту, и оценил качество матросской пищи, которая была ему предложена. 10 августа шлюп посетила императрица и четверо великих князей на шлюпке из Петергофа. 5 сентября император Александр I дополнительно осмотрел грузы, привезённые из Китая и уже извлечённые из трюмов. 9 сентября был аукцион китайского чая, на котором весь груз чая с обоих шлюпов — 2095 ящиков — был продан московским купцам по 110 рублей за пуд. 20 сентября приказчик Коробицын получил золотую медаль в память об экспедиции на Андреевской ленте, и окончательно простился с шлюпом и его командой. Капитан-лейтенант Лисянский был произведён в капитаны второго ранга, получил орден Святого Владимира 3-й степени (27 июля 1806 года), пожизненную пенсию (3000 рублей ассигнациями) и премию в 3000 рублей серебром. От Российско-американской компании он удостоился премии в 10 000 рублей ассигнациями. Команда преподнесла своему капитану золотую шпагу «Благодарность команды корабля „Нева“». Матросы «Надежды» и «Невы» получили отставку с пенсионом в 50 рублей в год.

## Служба Юрия Лисянского в 1807—1809 годах

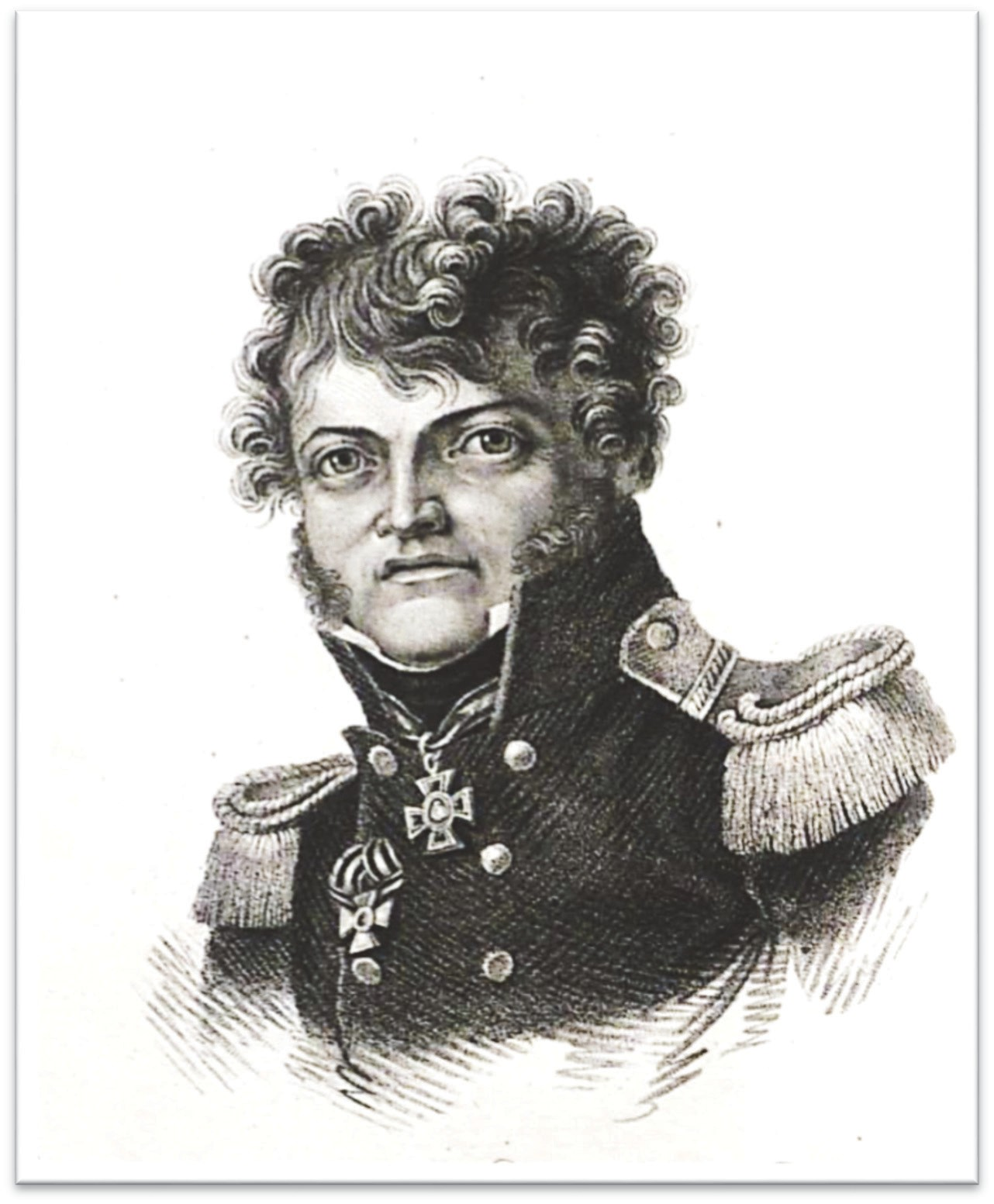
Юрий Лисянский на гравюре А. Ухтомского

После завершения экспедиции капитан второго ранга Лисянский получил отпуск до весны 1807 года. Брат его Ананий находился в действующей эскадре адмирала Д. Н. Сенявина, участвовал в Афонском сражении. В Петербурге Юрий Фёдорович женился: его избранницей стала вдова Шарлотта Карловна Жандр (происходившая из семьи баронов Брюнольд), имевшая сына от предыдущего замужества с надворным советником Василием Андреевичем Жандром. После окончания отпуска капитан получил назначение командиром корабля «Зачатие Святой Анны», а затем командовал отрядом из девяти судов, патрулировавших Балтийское море до островов Готланд и Борнхольм во время англо-русской войны. В том же году он был назначен начальствующим над яхтами Его императорского величества с правом формирования отдельного подразделения. В 1812 году это подразделение влилось в Гвардейский экипаж. В навигацию 1808 года Юрий Лисянский был назначен командиром корабля «Эмгейтен». 14 июля 1808 в составе эскадры адмирала П. И. Ханыкова вышел из Кронштадта в крейсерство к полуострову Гангут. 13 августа, встретив в море англо-шведский флот, эскадра пошла к Балтийскому порту, куда прибыла 14 августа. Суда стали на шпринг и приготовились к отражению атаки. Суда неприятеля, простояв месяц у порта, вернулись в свои базы. 30 сентября «Эмгейтен» вернулся в Кронштадт.

## После отставки (1809—1837)
Высочайшим указом от 8 января 1809 года 36-летний мореплаватель был отправлен в отставку с повышением в чине до капитана 1-го ранга и правом ношения мундира. С 19 февраля 1809 года Юрий Фёдорович также был удостоен пенсиона в размере половины капитанского жалованья «за выслугу на море узаконенных кампаний». Официально он был уволен по собственному желанию из-за состояния здоровья. Предположительно, главной причиной стал конфликт с Адмиралтейств-коллегией по вопросу издания собственного описания путешествия на «Неве» и личной неприязни адмирала Чичагова. По выражению Евгения Штейнберга, «на этом кончается биография Юрия Лисянского. Он прожил ещё двадцать три года, и эта последняя полоса его жизни не имела уже отношения ни к русскому флоту, ни к русской науке».

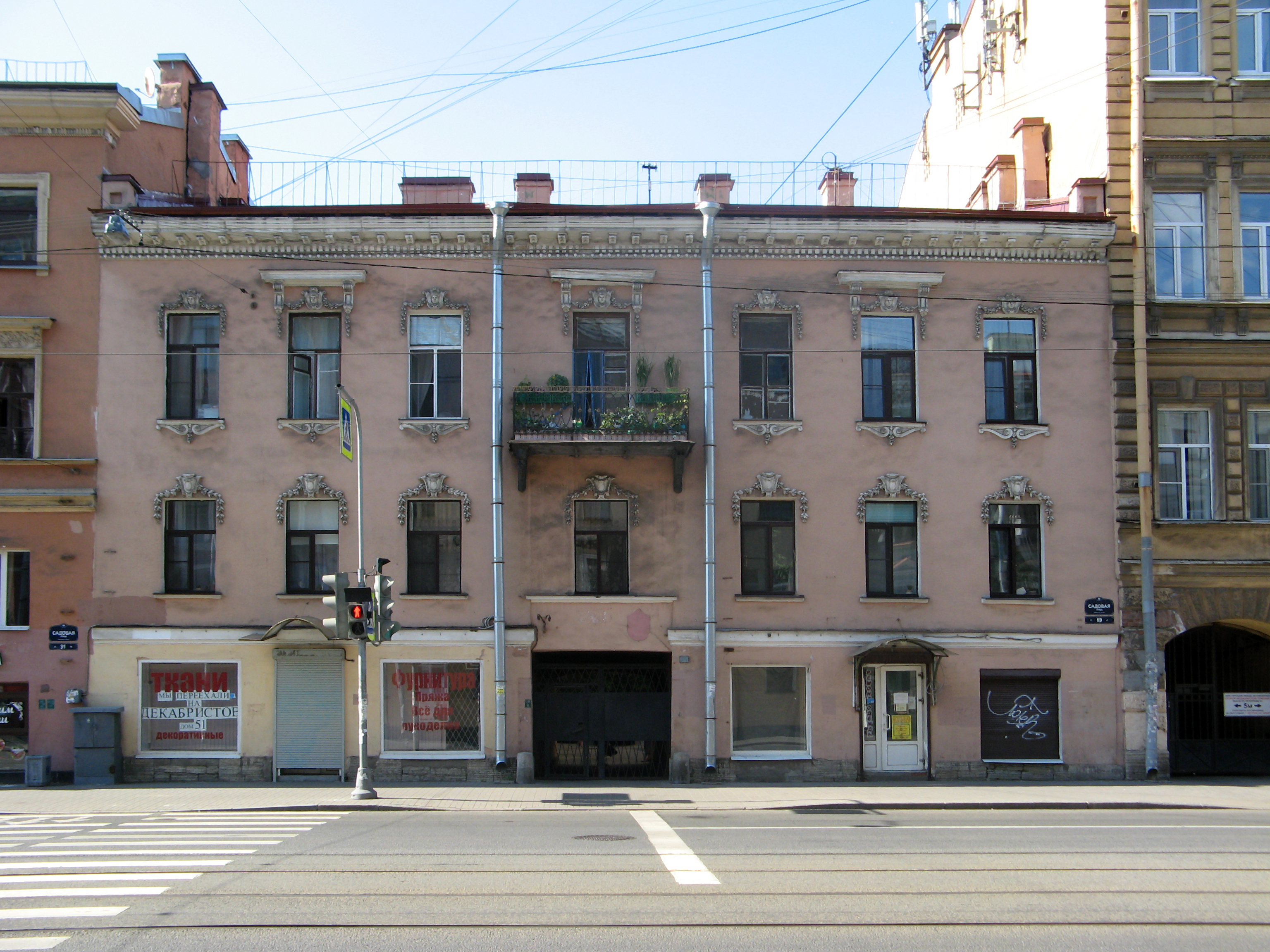
Дом Ю. Лисянского на Садовой улице в Петербурге (№ 89)

Имея широкий круг знакомств, Лисянский был принят в лучших домах Петербурга, но вёл тихую жизнь. В 1817 году было официально подтверждено его дворянство, Юрий Фёдорович был внесён в шестую часть родословной книги Санкт-Петербургской губернии. Зимой семейство Лисянского (от Шарлотты Карловны он имел трёх дочерей и трёх сыновей) обитало в собственном доме. Петербургские адреса несколько раз менялись: до 1817 года это был дом Жандра в Литейной части на углу Сергиевской улицы, далее семейство до 1820 года обитало в другом доме Литейной части (вероятно, записанном в собственность пасынка В. В. Жандра). Далее семья обосновалась в Московской части города, в IV квартале, доме № 414 у Семёновского моста, предположительно, принадлежавшем жене мореплавателя. Этот дом Лисянский дважды закладывал, в том числе для того, чтобы в 1832 году вывезти сына на лечение за границу. Крёстным отцом сына Александра стал государь император Александр Павлович; сына Юрия — великий князь Николай Павлович, а младшего сына Платона — великий князь Михаил Павлович. Дочь Елена была певицей и даже выступала при дворе в 1838 году.

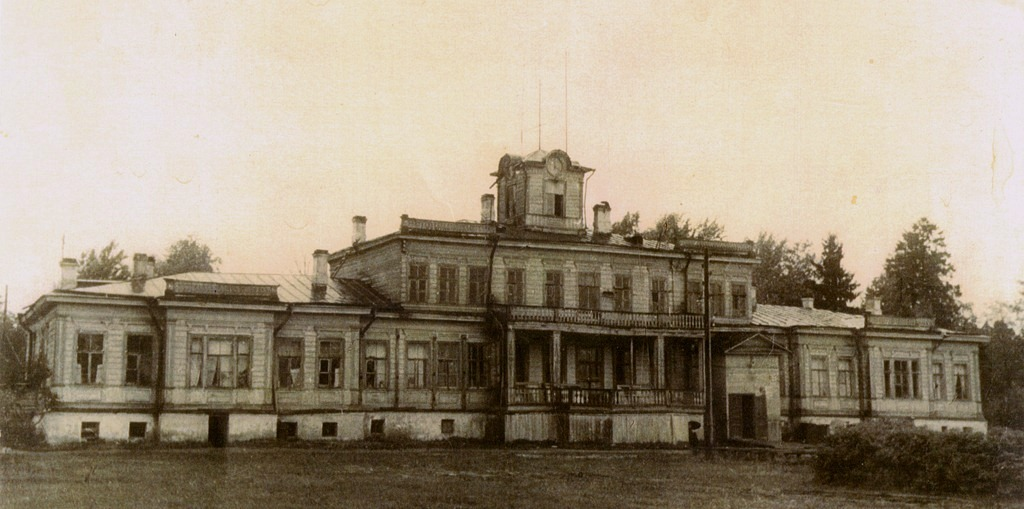
Усадебный дом в Кобрино на фото начала XX века

В летние месяцы семья жила под Гатчиной в имении Кобрино, которое Шарлотта Карловна купила у родителей А. С. Пушкина. При усадьбе была построена кирха Св. Екатерины. После раздела имущества с сыном В. Жандром, в 1816 году Ш. К. Лисянская стала единоличной владелицей имения, но с 26 августа 1824 года оно числилось в залоге Санкт-Петербургского опекунского совета. Поместье приносило доход, а также сдавалось как дача на летние месяцы, причём потенциальных съёмщиков завлекали зеленью, молочными продуктами, возможностью пасти лошадей (таково рекламное объявление в «Санкт-Петербургских ведомостях» от 16 марта 1832 года). При разделе имущества в 1841 году в имении числилось 750 десятин земли, строевой и дровяной лес, крепостных крестьян было: 52 души мужского и 58 душ женского пола. Юридической владелицей имения после кончины Шарлотты Карловны была дочь Мария Лисянская, в замужестве Рубини.
Сохранилась переписка Лисянского с руководством посольства в Лондоне — графом Воронцовым, и протоиереем Яковом Смирновым, а также с семейством Зубовых. Лишь с большим опозданием мореплаватель получил в 1820 году орден Меча от шведского короля Карла XIV за успехи в мореплавании. Вероятно, Лисянскому и в отставке поручались некоторые технические задания, сохранился его план промеров глубин Нового Адмиралтейства от канала на реке Мойке до Невского адмиралтейства от 8 ноября 1822 года. Известно, что в 1824 году Юрий Фёдорович навестил малую родину — Нежин, и подарил экземпляр своего «Путешествия вокруг света» местной Гимназии высших наук имени Безбородко, а в 1827 году добавил к нему атлас рисунков и карт. В 1828 году был утверждён герб Лисянских, опубликованный в десятом томе «Общего гербовника дворянских родов Всероссийской империи». На блазоне был изображён остров, открытый Лисянским, то есть мореплаватель, подобно Колумбу или Элькано, получил герб с картографическим изображением. 22 августа 1829 года Лисянскому был пожалован знак отличия беспорочной службы за XV лет.
Описание внешности и нрава мореплавателя оставил его первый биограф Александр Лер:

Юрий Фёдорович был выше среднего роста; довольно полный; имел серьозное лицо; седые его волосы вились природными серебристыми кудрями; говорил несколько протяжно. Проживя семь лет между англичанами, он много усвоил себе их хороших привычек — был во всём в делах и домашнем быту чрезвычайно аккуратен; держал себя со всеми товарищами и знакомыми, так сказать, кровным джентльменом, и это, если не ошибёмся, было причиною многих перенесенных им в жизни неприятностей.

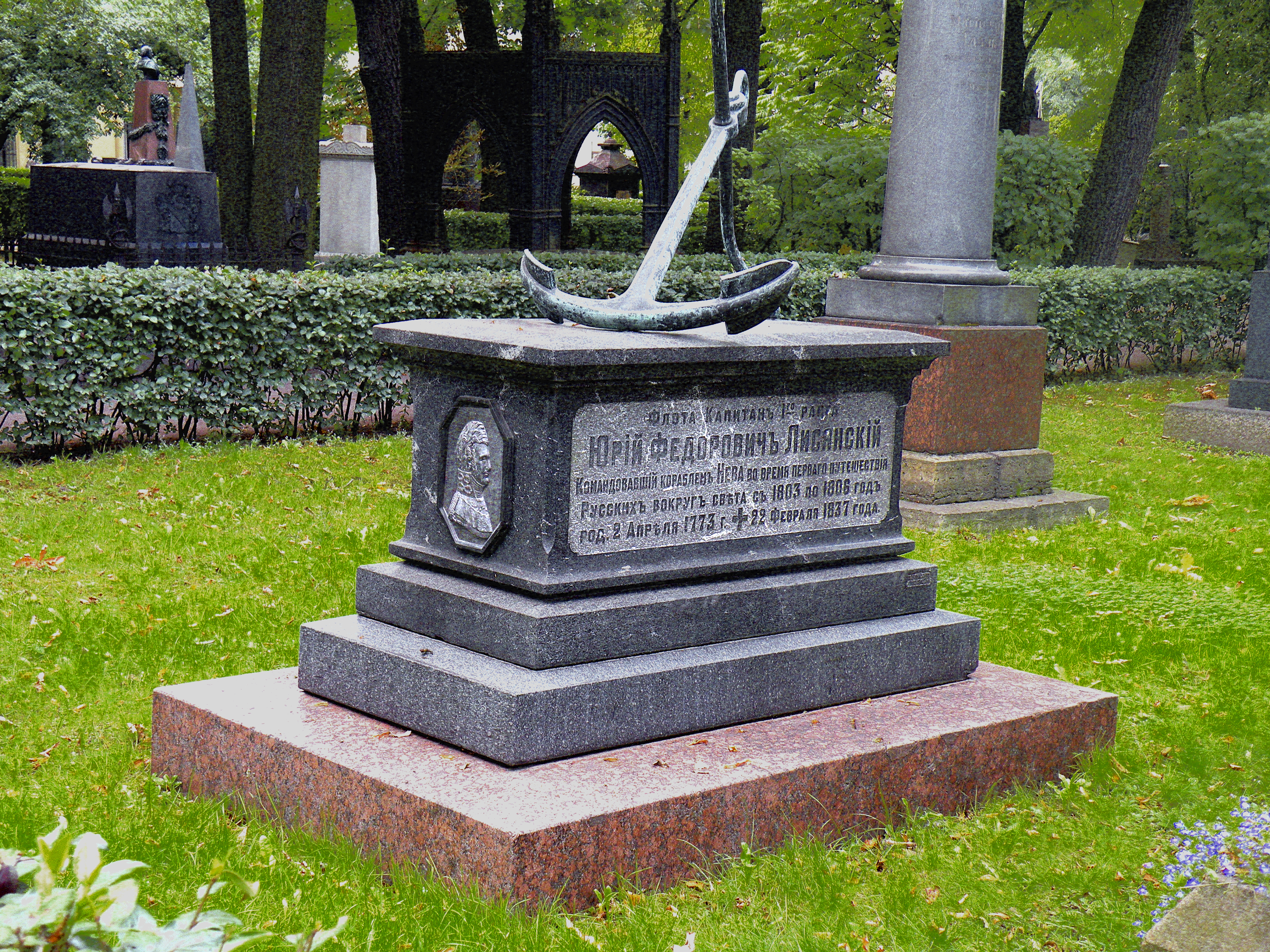
Надгробие Лисянского в Александро-Невской Лавре

Мореплаватель овдовел в 1831 году. Шарлотта Карловна была погребена на X участке Волковского лютеранского кладбища, между Католической дорожкой и канавой. Памятник выполнен в виде жертвенника с мраморной урной и стихотворной эпитафией (последнюю, возможно, сочинил сам супруг покойной; автор проекта памятника неизвестен). В апреле 1833 года Лисянский вложил 119 500 рублей в покупку двух домов в Адмиралтейской части на Канонерской и Садовой улицах. В 1831—1835 годах он взял в заёмном банке 104 300 рублей под залог домов на пятнадцать лет. Он предполагал перестроить свою недвижимость и обратить её в доходные дома, но просчитался — район не был престижным, — и вынужден был 26 января 1837 года просить императора Николая I передать недвижимость под государственное управление: сдавать квартиры столичным чиновникам.
Юрий Фёдорович Лисянский умер после непродолжительной болезни 22 февраля 1837 года. Похоронен в «Некрополе мастеров искусств» на Тихвинском кладбище Александро-Невской лавры. Гранитный саркофаг, надписи и изображения были выбраны мореплавателем ещё при жизни и выполнены по его собственным эскизам. Медальеры В. Безродный и К. Леберехт исполнили также медальон, воспроизводящий наградную медаль «Надежды» и «Невы». Сам Лисянский сочинил для себя эпитафию:
Прохожий, не тужи о том,

Кто кинул якорь здесь

Он взял с собою паруса,

Под коими взлетит в предел небес.
Старший брат мореплавателя — Ананий Фёдорович, дослужился до четвёртого класса Табели о рангах, служил управляющим Балтийским округом корабельных лесов в Лодейном Поле. Скончался он в 1839 году. Старший сын Юрия Фёдоровича — Александр Юрьевич Лисянский — окончил Пажеский корпус и служил в лейб-гвардии Кирасирском полку. Он был неудачно женат; лишившись двух малолетних сыновей, скончался ранее отца, в 1836 году. Средний сын — Юрий Юрьевич — окончив Морской кадетский корпус, служил, однако, в кавалерии, но затем принял решение уйти от мира. Он прожил оставшуюся жизнь в Афонском Пантелеимоновом монастыре под именем Григория, скончался схимонахом. Младший сын Лисянского — Платон Юрьевич, — пройдя все этапы карьеры во флоте, к концу жизни дослужился до адмирала, имел множество наград, состоял в Морском техническом комитете и Адмиралтейств-совете. Младшая дочь — Екатерина Юрьевна, окончив службу при дворе, некоторое время начальствовала в Мариинском институте; скончалась в 1876 году в Италии.

## Память

### Историография
В 1806 году Ю. Лисянский завершил описание своего путешествия на шлюпе «Нева». В предисловии капитан упоминал, что хотел дополнить отчёт Крузенштерна и описать те места и события, в которых командир «Надежды» не был и не участвовал. Несколько лет автор пытался опубликовать книгу за казённый счёт, но удостоился только пренебрежительных отзывов о стиле и отсутствии необходимости дублировать книгу Крузенштерна; в последний раз рукопись была ему возвращена в 1808 году. Собрав сбережения и заняв средства у жены, Ю. Ф. Лисянский выпустил за собственный счёт описание путешествия в двух частях с отдельным томом иллюстраций и карт, общий тираж составил 1200 экземпляров. Издание обошлось ему в 18 500 рублей — очень значительную по тем временам сумму. Продавалась книга плохо: В. Белинский утверждал, что в России едва разошлось по 200 экземпляров трудов и Крузенштерна, и Лисянского. Чтобы возместить расходы, автор лично перевёл свой труд на английский язык и издал в Лондоне, уверенный, что в морской державе интерес к такой литературе несравненно выше. В результате половина тиража была распродана за две недели. После европейского успеха Лисянский в 1814 году обратился в Адмиралтейский департамент с прошением «принять русское издание его сочинения на счёт казны», однако сумма компенсации составила 12 517 рублей по смете, представленной казённой типографией.
Путевой отчёт Лисянского был выпущен в двух частях. Первая часть была посвящена совместному с Крузенштерном пути до Гавайских островов, во второй части говорилось о самостоятельном плавании к берегам Русской Америки и возвращении в Петербург через Китай. Помимо обстоятельных описаний географии и политических событий на Кадьяке и его окрестностях, капитан опубликовал несколько словарей жителей островов Русской Америки и этнографические заметки. Отзыв на английский перевод 1814 года вышел в журнале «Quarterly Review», хотя и был пренебрежительным по тону, в том числе относительно этнографических описаний на Аляске и в Китае. Рецензент сразу обратил внимание, что основное внимание в книге Лисянского уделено событиям, произошедшим после расставания с командой Крузенштерна и при посещении Русской Америки. Впрочем, автор отзыва ставит труды Крузенштерна и Лисянского ниже описаний Кука, хотя точность описаний и важность сообщаемой Юрием Фёдоровичем информации «приближается к Ванкуверу».
Второе, несколько сокращённое, русское издание последовало только в 1947 году в Географгизе, подготовкой его занимался Н. В. Думитрашко, выработанные которым принципы научного комментирования и литературно-стилистической правки оставались актуальными и при подготовке юбилейного издания к 200-летию завершения кругосветной экспедиции. Украинское издание описания путешествия Лисянского последовало в 2019 году под редакцией писателя-мариниста Антона Санченко.
Объёмную биографию Лисянского опубликовал в 1948 году историк Евгений Штейнберг. В рецензии Г. Чижа указывалось, что справедливость давно требовала создать жизнеописание моряка, полностью оказавшегося «в тени» Крузенштерна. Автор критиковался за неиспользование важных источников, а именно записок купца Шемелина и биографии Крузенштерна, написанной его зятем Бернгарди; без привлечения их данных непонятны причины конфликта Крузенштерна, Лисянского и Резанова. Равным образом, Е. Штейнберг критиковался за то, что воспринимал экспедицию «по старинке», не рассматривая её политической стороны, трудов Резанова и Лангсдорфа по изучению Камчатки, и обустройству Русской Америки и налаживания связей с испанскими колониями. В то же время одобрительно характеризовались пассажи, посвящённые личности Лисянского, сочетания в нём суровости и чувствительности, граничащей с сентиментальностью. В 2002 году историк флота Иван Фирсов опубликовал в серии «ЖЗЛ» новую биографию мореплавателя. Общий тон книги выдержан в апологетическом духе, когда утверждается, что всю славу открытий русских мореплавателей присваивали иностранцы. «Остзейский барон Иоганн Крузенштерн, формально командовавший первой русской морской кругосветкой, вытеснил из историографии Лисянского — меж тем как тот значительную часть похода проделал самостоятельно». На Украине много лет наследием Лисянского занимался видный географ, доктор наук Виктор Алексеевич Шевченко (1949—2012), выпустивший несколько книг и статей; его биография мореплавателя вышла в 2003 году символическим тиражом, а в Нежине была переиздана посмертно, в 2020 году.

### Музейные коллекции

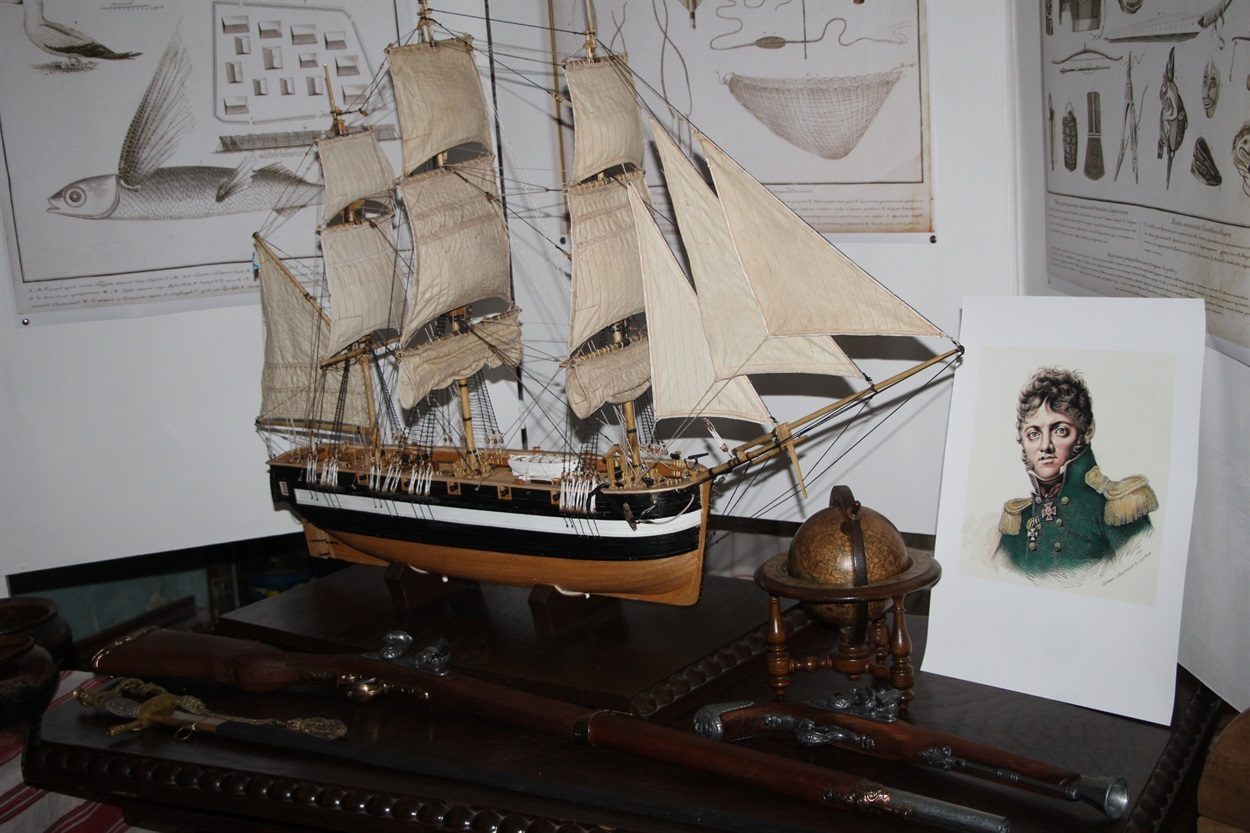
Часть экспозиции Нежинского краеведческого музея

Коллекции, собранные Лисянским и его людьми на островах: Баранова (предметы быта и культа тлинкитов) и Кадьяке (эскимосы), включали праздничные и ритуальные ложки из рога, маски, рыболовные крючки и плетёные сосуды. Индейские предметы преимущественно были даром правителя Баранова. Репертуар эскимосских изделий был представлен орудиями морской и сухопутной охоты. После возвращения Лисянский разделил собранные изделия на три части, которые были переданы: в музей Адмиралтейского департамента, Кунсткамеру и в дар министру коммерции графу Н. П. Румянцеву, который поместил свою часть в личный Музеум. Пережив ряд реорганизаций, румянцевское собрание Лисянского в 1939 году поступило в фонд Музея антропологии МГУ. К коллекции Кунсткамеры был составлен «Реестр». В 1828 году часть предметов из музея Адмиралтейского департамента также поступила в Кунсткамеру.
В Нежинском краеведческом музее Лисянскому посвящена небольшая экспозиция. В 2019 году в помещении библиотеки и Музея редкой книги Нежинского государственного университета имени Николая Гоголя открыта мемориальная музейная комната «Путешественник казацкого рода. Юрий Лисянский — выдающийся кругосветный мореплаватель, географ и первооткрыватель». Тут хранятся книги, которые в 1824—1827 годах в Нежин лично передал Ю. Лисянский. Ведутся работы по созданию стационарной музейной экспозиции в Мемориальном доме-музее мореплавателя в Нежине. В экспозиции Центрального военно-морского музея им. Петра Великого в Петербурге хранится парадный портрет Лисянского работы В. Боровиковского, а также чудом уцелевший шкаф (высота около 150 см, ширина 80 см) из каюты капитан-лейтенанта Лисянского на «Неве». В отделе этнографии Кунсткамеры также представлен стенд с изображением Юрия Федоровича и текстом о его деятельности как исследователя-этнографа.

### Географические и прочие объекты

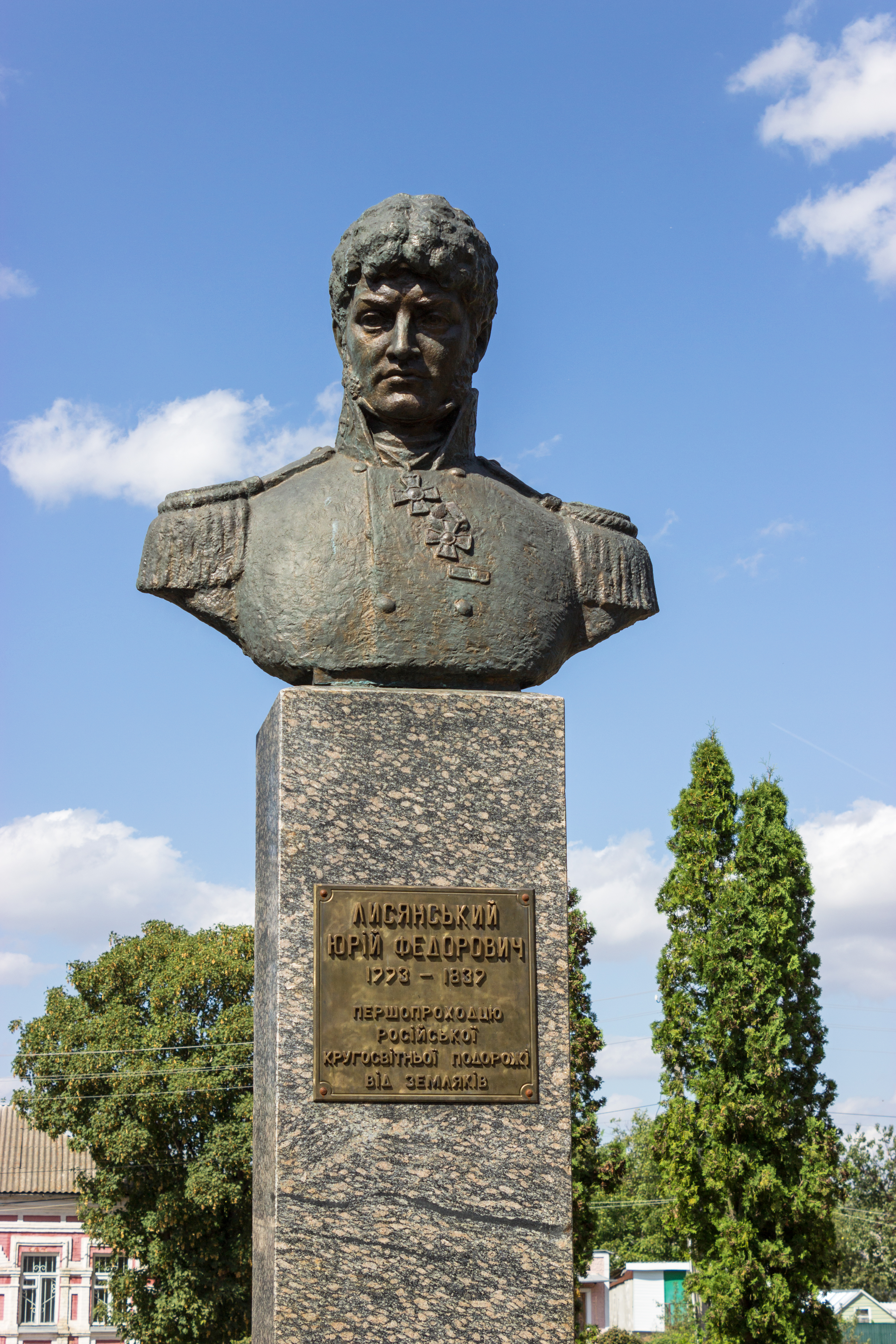
Памятник Ю. Ф. Лисянскому в Нежине

В честь Юрия Фёдоровича Лисянского названы:
- - необитаемый остров Лисянского в Гавайском архипелаге, открытый им 15 октября 1805 года во время первого русского кругосветного плавания;
  - мыс, пролив и полуостров в Александровском архипелаге у побережья Аляски (1883);
  - бухта Лисянского. Название дано в 1888 году Бюро рыболовства США. Изменено в 1929 году Береговой охраной США на Барлинг;
  - залив в Александровском архипелаге (1908);
  - подводная гора в Охотском море в районе Курильских островов, открытая научно-исследовательским судном «Витязь» в 1949—1955 годах;
  - полуостров на северном побережье Охотского моря, на крайнем востоке Хабаровского края;
  - река в Александровском архипелаге, названная по заливу Лисянского (1955).
  - мыс Фёдоровича (Тихий океан, побережье Северной Америки, архипелаг Александра, 57°51′ с. ш., 136°27′ в. д., название присвоено в 1870 году У. Доллом по отчеству Ю. Ф. Лисянского)[200].
  - мыс Юрия (Тихий океан, побережье Северной Америки, архипелаг Александра, 57°49′ с. ш., 136°25′ з. д., название присвоено в 1879 году У. Доллом по имени Ю. Ф. Лисянского)[201].
  - скала Юрия (Тихий океан, побережье Северной Америки, архипелаг Александра, 57°49′ с. ш., 136°26′ з. д., название присвоено в 1925 году)[201].

К 200-летию со дня рождения мореплавателя его имя получили улица и сквер на малой родине — в Нежине Черниговской области. На улице Гоголя к той же дате был установлен бюст Лисянского работы скульптора К. В. Годуляна. За монументом располагался настоятельский дом церкви Святого Иоанна Богослова, ныне занятый Нежинским филиалом государственного архива Черниговской области. Это единственный дом семейства Лисянских в Нежине, сохранившийся до наших дней. В Санкт-Петербурге установлена памятная доска на здании Морского кадетского корпуса, а в парадной зале Главного управления навигации и океанографии бюст Лисянского представляет единственного не-адмирала среди русских флотоводцев и первооткрывателей XIX века.
Постановлением Правительства РФ № 527 от 10 июля 2001 года надгробие могилы Юрия Лисянского определено как объект исторического и культурного наследия федерального (общероссийского) значения.
В 1965 году в СССР был построен дизель-электрический портовый ледокол проекта 97А, получивший имя «Юрий Лисянский». Ледокол находится в строю, летом 2020 году был организован плановый ремонт. В зимний сезон 2021 года судно осуществляло проводки из Санкт-Петербурга в порты Высоцк и Приморск. Существовал и речной буксир «Мореплаватель Ю. Лисянский» проекта Ч-800, построенный в Чехословакии верфью Slovenske Lodenice (Комарно) в 1957 году. Буксир был приписан к порту Тольятти, в XXI веке списан на слом.
В 2008 году авиакомпания «Аэрофлот» назвала один из своих самолётов Airbus A320 (бортовой номер VP-BZQ) в честь Юрия Лисянского. После перепродажи лайнера авиакомпании «Россия» в 2018 году, он был переименован в «Челябинск».

### Филателия и нумизматика
- В 1993 году Банком России выпущена серия памятных монет «Первое русское кругосветное путешествие»[212].
- В 1998 году, в честь 225-летия со дня рождения Юрия Лисянского, Почта России выпустила марку (Michel: 68), посвящённую этому событию[213], а Почта Украины — серию почтовых марок (Michel: 271)[214].
- В 2003 году Почта России выпустила марку в честь 200-летия экспедиции Ивана Крузенштерна и Юрия Лисянского (Якобс: 105)[215].

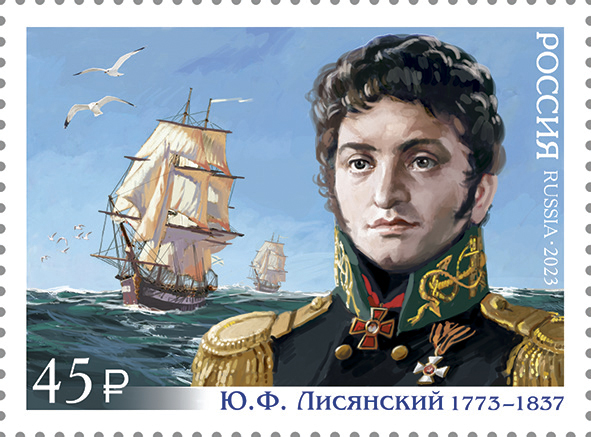
На почтовой марке России, 2023 год
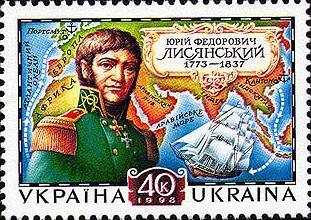
На почтовой марке Укрпочты, 1998 год
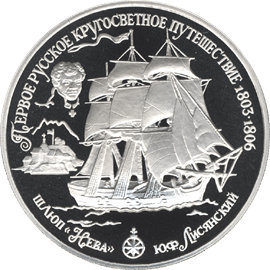
Памятная монета ЦБ РФ

## Сочинения и переводы
- Движение флотов : В двух частях / Сочинение господина Джона Клерка; Перевёл с англинского… капитан-лейтенант Юрий Лисянский. — СПб. : Печатано в Императорской типографии, 1803. — IV, 139, 77 с.
- Путешествие вокруг света в 1803, 4, 5. и 1806 годах, по повелению его императорского величества Александра Первого, на корабле Неве, под начальством флота капитан-лейтенанта, ныне капитана I-го ранга и кавалера Юрия Лисянского. — СПб. : В типографии Ф. Дрехслера, 1812. — Т. 1. — IX, 246 с.
- Путешествие вокруг света в 1803, 4, 5. и 1806 годах, по повелению его императорского величества Александра Первого, на корабле Неве, под начальством флота капитан-лейтенанта, ныне капитана I-го ранга и кавалера Юрия Лисянского. — СПб. : В типографии Ф. Дрехслера, 1812. — Т. 2. — 335 с.
- Собрание карт и рисунков, принадлежащих к «Путешествию флота капитана I-го ранга и кавалера Юрия Лисянского на корабле „Неве“». — СПб. : Гравировано и печатано при Морской типографии, 1812. — 21, 12 с.
- Lisiansky, Urey. A voyage round the world, in the years 1803, 4, 5, & 6; performed, by order of His Imperial Majesty Alexander the First, emperor of Russia, in the ship Neva, by Urey Lisiansky / Published originally in Russian, St. Petersburg, 1812; English translation by the author. — London : Printed for John Boot, 1814. — xxi, 388 p.
Review on: A Voyage round the World in the Years 1803, 4, 5, and 6, performed by Order of his Imperial Majesty Alexander the First, Emperor of Russia, in the Ship Neva, by Urey Lisiansky, Captain im the Russian Navy, and Knight of the Orders of St. Georgii and St. Vladimir. London. 1814 // The Quarterly Review[англ.]. — 1814. — Vol. XI, no. XXII. — P. 285—304.
- Лисянский Ю. Ф. Путешествие вокруг света на корабле «Нева» в 1803—1806 годах / под ред. и со вступит. статьёй Н. В. Думитрашко. — М. : Географгиз, 1947. — 296 с. — Вступит. статья «Ю. Ф. Лисянский и русские кругосветные плавания», с. 8—32.
- Лисянский Ю. Ф. Путешествие вокруг света в 1803, 4, 5 и 1806 годах на корабле «Нева» / Вступ. статья и примеч. А. И. Алексеева. — 3-е изд. — Владивосток : Дальневост. кн. изд-во, 1977. — 232 с. — (Дальневост. ист. библиотека).
- Лисянский Ю. Ф. Путешествие вокруг света в 1803, 1804, 1805 и 1806 годах на корабле «Нева». — М. : Дрофа, 2008. — 350 с. — (Библиотека путешествий). — ISBN 978-5-358-02666-7.
- Путевые записки Ю. Ф. Лисянского и И. Ф. Крузенштерна 1793—1800. Предыстория первого путешествия россиян вокруг света / Науч. ред., авт. С. А. Козлов. — М. : Историческая иллюстрация, 2007. — 302 с. — (Русский путешественник эпохи Просвещения. Т. 3). — ISBN 978-5-89566-068-3.
- Лисянський Ю. Ф. Навколосвітня подорож на шлюпі «Нева» (1803—1806) :  [укр.] / Упорядник: А. Санченко; Передмова: Яськов В., Морозов О. — Київ : Темпора, 2019. — 384 с. — ISBN 978-617-569-413-8.

### Словарно-энциклопедические и справочные издания
- Барсукова Н. П., Шустов А. Н. Лисянский, Юрий Фёдорович // Русские писатели. 1800—1917. Биографический словарь / Главный ред. П. А. Николаев. — М. : Большая российская энциклопедия, 1994. — Т. 3: К—М. — С. 367—368. — 592 с. — ISBN 5-85270-112-2.
- Иванян Э. А. Энциклопедия российско-американских отношений. XVIII—XX века. — М. : Международные отношения, 2001. — С. 310—311. — 696 с. — ISBN 5-7133-1045-0.
- Кобак А. В., Пирютко Ю. М. Исторические кладбища Санкт-Петербурга. — Изд. 2-е, дораб. и испр. — М. : Центрполиграф ; СПб. : Русская тройка — СПб, 2011. — С. 240, 449, 466. — 797, [3] с. — 1500 экз. — ISBN 978-5-227-02688-0. — OCLC 812571864.
- Коршунов Ю. Л. Морские династии России. — СПб. : Дмитрий Буланин, 2011. — С. 56—57. — 315 с. — ISBN 978-5-86007-658-7.
- Лисянский Юрий Фёдорович // Отечественная история. История России с древнейших времён до 1917 года. Энциклопедия. Т. 1—3. Том третий: К—М. — М.: Большая российская энциклопедия, 2000. — 623 с. — ISBN 5-85270-267-6. — С. 362.
- Мандрівник козацького роду. Ю. Ф. Лисянський — видатний український мореплавець і географ : до 240-річчя від дня народження видатного українського мореплавця Ю. Ф. Лисянського : біобібліогр. покажч :  [укр.] / упоряд.: Н. В. Мухомодєєва, О. Д. Кільдіватова, В. І. Манжай, Ю. І. Рожок. — Ніжин : Вид-во НДУ, 2013. — 42 с. — Библиографический указатель.
- Усенко П. Г. Лисянський Юрій Федорович // Енциклопедія історії України :  [укр.] / Редкол.: В. А. Смолій (голова) та ін. НАН України. Інститут історії України. — Київ : Наукова думка, 2009. — Т. 6: Ла—Мі. — 790 с.

### Статьи и монографии
- А. Л. Юрий Федорович Лисянский // Морской сборник. — 1894. — Т. CCLVIX, № 1. — С. 1—24.
- Голутва И. В. «Он взял с собою паруса…» // Военно-исторический журнал. — 2019. — № 2. — С. 80—86.
- История Русской Америки (1732—1867): В 3 тт / Под ред. акад. Н. Н. Болховитинова. — М. : Международные отношения, 1997. — Т. 1. Основание Русской Америки, 1732—1799. — 478 с. — ISBN 5-7133-0883-9.
- История Русской Америки (1732—1867): В 3 тт / Под ред. акад. Н. Н. Болховитинова. — М. : Международные отношения, 1999. — Т. 2. Деятельность Российско-американской компании (1799—1825). — 472 с. — ISBN 5-7133-0976-2.
- Кирпиченко Т. В. Морские гидрографические исследования дальневосточных берегов в XVIII — начале XIX вв. // Книжные свидетели былых времён (редкие и ценные издания в фондах Дальневосточной государственной научной библиотеки) / сост.: А. В. Воропаева, Н. К. Лютова, Н. В. Радишаускайте. — Хабаровск : ДВГНБ, 2017. — С. 337—348. — 864 с. — ISBN 978-5-98162-022-5.
- Ломоносов М. Родина дворян Лисянських у ХVII—ХІХ ст // Гардаріка : матеріали Всеукр. конкурсу наук.-популяр. статей :  [укр.] / редкол.: І. В. Постольник та ін.. — Харків : Право, 2015. — С. 110—119. — 252 с. — ISBN 978‑966‑458‑803-1.
- Лупач В. С. И. Ф. Крузенштерн и Ю. Ф. Лисянский : [Очерк]. — М.: Гос. изд. геогр. лит., 1953. — 47 с. — 100 000 экз.
- Магидович И. П., Магидович В. И. Глава 1. Первые русские кругосветные плавания // Очерки по истории географических открытий. — Изд. 3-е, перераб. и доп. — М. : Просвещение, 1985. — Т. 4: Географические открытия и исследования нового времени (XIX — начало XX в.). — С. 15—19.
- Мезенцев Е. В. Из предыстории организации первой кругосветной экспедиции русского флота в конце XVIII — начале XIX в // Советские архивы. — 1987. — № 1. — С. 73—76.
- Морозова А. Нові документи про родину Лисянських :  [укр.] // Ніжинська старовина: Науковий історико-культурологічний збірник. — 2007. — Вып. 3(6). — С. 163—168.
- Невский В. В. Первое путешествие россиян вокруг света. — М. : Географгиз, 1951. — 272 с.
- Орлов А. А. История пребывания экспедиции И. Ф. Крузенштерна в Кантоне в 1805—1806 гг. // Локус: люди, общество, культуры, смыслы. — 2010. — С. 31—41.
- Перцмахер В. В. Ю. Ф. Лисянский в Индии (1799 г.) // Страны и народы Востока / Под общ. ред. Д. А. Ольдерогге. — М. : Наука, 1972. — Вып. XII: Индия — страна и народ, кн. 2. — С. 248—259. — 304 с.
- Ратманов М. И. Первая русская кругосветная экспедиция (1803—1806) в дневниках Макара Ратманова / Ответственный редактор М. Н. Луньковский. — СПб : Крига, 2015. — 568 с. — ISBN 978-5-901805-81-7.
- Русские открытия в Тихом океане и Северной Америке в XVIII—XIX веках. Сб. материалов / Авт. предисл. и ред.: д-р техн. наук А. И. Андреев; Отв. ред. акад. И. Ю. Крачковский. — М.; Л. : Изд-во АН СССР, 1944. — 224 с.
- Сапон В. М., Шевченко В. М. Одіссея Юрія Лисянського :  [укр.]. — Ніжин, 2012. — 38 с.
- Свердлов Л. М. О чём умолчал Крузенштерн. — М. : Наука и жизнь, 2016. — 192 с. — (Библиотека журнала «Наука и жизнь»). — ISBN 978-5-9041-2913-2.
- Северов П. Ф. Мореплаватель из города Нежина // Морские были : Рассказы : Для сред. и ст. шк. возраста. — Переизд. — Киев: Веселка, 1982. — 271 с. — 50 000 экз.
- Фирсов И. И. Лисянский. — М.: Молодая гвардия, 2002. — 285 с. — (Жизнь замечательных людей; Вып. 1018 [818]). — 5000 экз. — ISBN 5-235-02451-6.
- Чиж Г. П. Критика и библиография // Вопросы географии. — 1950. — Вып. 17: История географических знаний. — С. 234—240.
- Шевченко В. Тричі перший: видатний мореплавець та географ Юрій Лисянський :  [укр.]. — Київ : Картографія, 2003. — 128 с. — ISBN 966-631-363-4.
  - Шевченко В. О. Тричі перший: видатний мореплавець та географ Юрій Лисянський :  [укр.]. — Видання 2‐е, виправлене та доповнене. — Ніжин : Видавець Лисенко М. М., 2020. — 98 с. — Ніжинський краєзнавч. музей ім. І. Спаського, Ніжинський держ. ун-т ім. М. Гоголя. Музей рідкісної книги.
- Штейнберг Е. Л. Жизнеописание русского мореплавателя Юрия Лисянского, содержащее историю его службы на военном флоте российском, его плаваний в Западную и Восточную Индию, Северную Америку, и Южную Африку, а также знаменитом первом вояже русских моряков вокруг света с 1803 по 1806 год. — М. : Воениздат, 1948. — 216 с.
- Шустов А. Н. Дома мореплавателя Ю. Ф. Лисянского в Петербурге // История Петербурга. — 2003. — № 5(15). — С. 29—33.
- Barratt G. Russia and the South Pacific, 1696—1840. — Vancouver : The University of British Columbia Press, 1988. — Vol. II: Southern and Eastern Polynesia. — 302 p. — (University of British Columbia Press Pacific maritime studies; 7). — ISBN 0-7748-0305-3.
- The first Russian voyage around the world : the journal of Hermann Ludwig von Löwenstern, 1803—1806 / translated by Victoria Joan Moessner. — Fairbanks : University of Alaska Press, 2003. — 482 p. — ISBN 1-889963-45-3.